# Franzisco-Josephinische Landesaufnahme

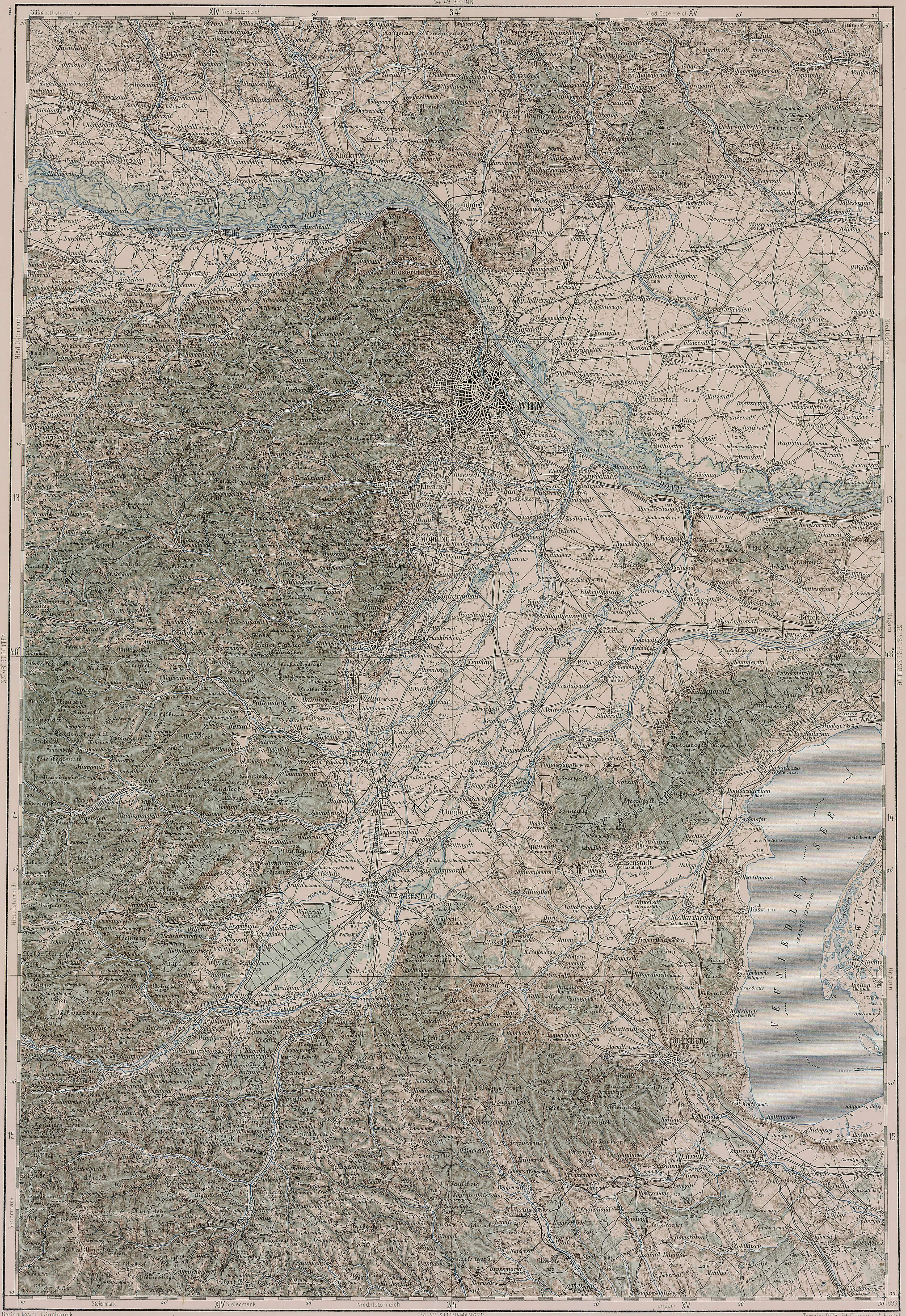
Generalkarte von Mitteleuropa, Blatt 34° 48° Wien. Stand 1893

Die Franzisco-Josephinische Landesaufnahme oder Dritte Landesaufnahme ist ein Landkartenwerk der österreichisch-ungarischen Monarchie der 1870er–1880er Jahre. Sie ist nach Kaiser und König Franz Joseph I. benannt und wurde vom Reichskriegsministerium durchgeführt. Sie war nach der Josephinischen Landesaufnahme der 1760er–80er (Joseph II.) und der Franziszeischen Landesaufnahme der 1810er–50er (Franz I.) das dritte große Kartierungsprojekt der Habsburgermonarchie.
Sie besteht aus 2780 farbigen Aufnahmeblättern, die nach dem Ende der Monarchie 1918 auf deren Nachfolgestaaten verteilt wurden, und 752 Blättern der Spezialkarte sowie abgeleiteten Kartenwerken, die in Archiven und teils auch schon online zugänglich sind.

## Geschichte

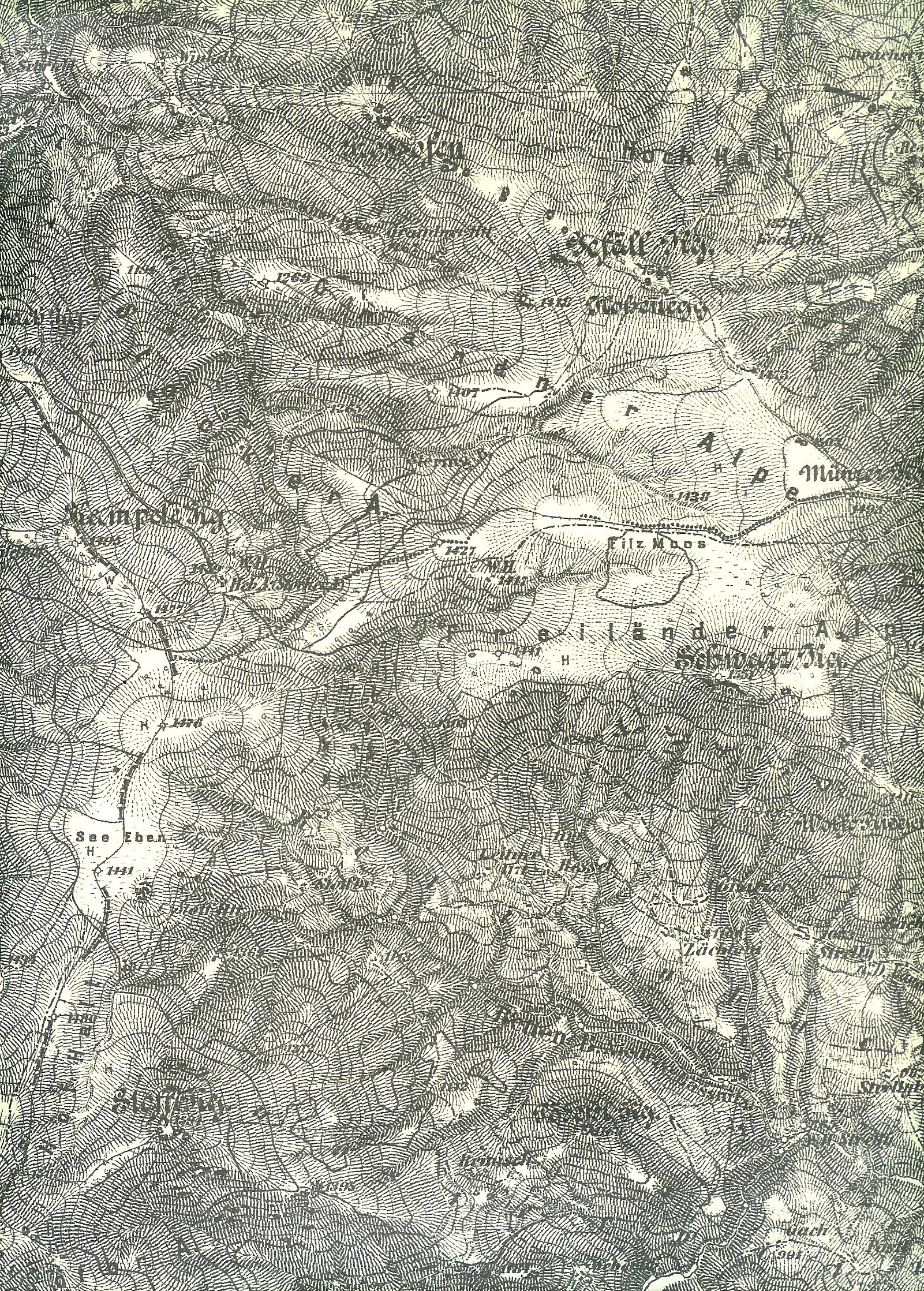
Ausschnitt (Hebalm) aus der Blattkopie Section 5254/1 Pack

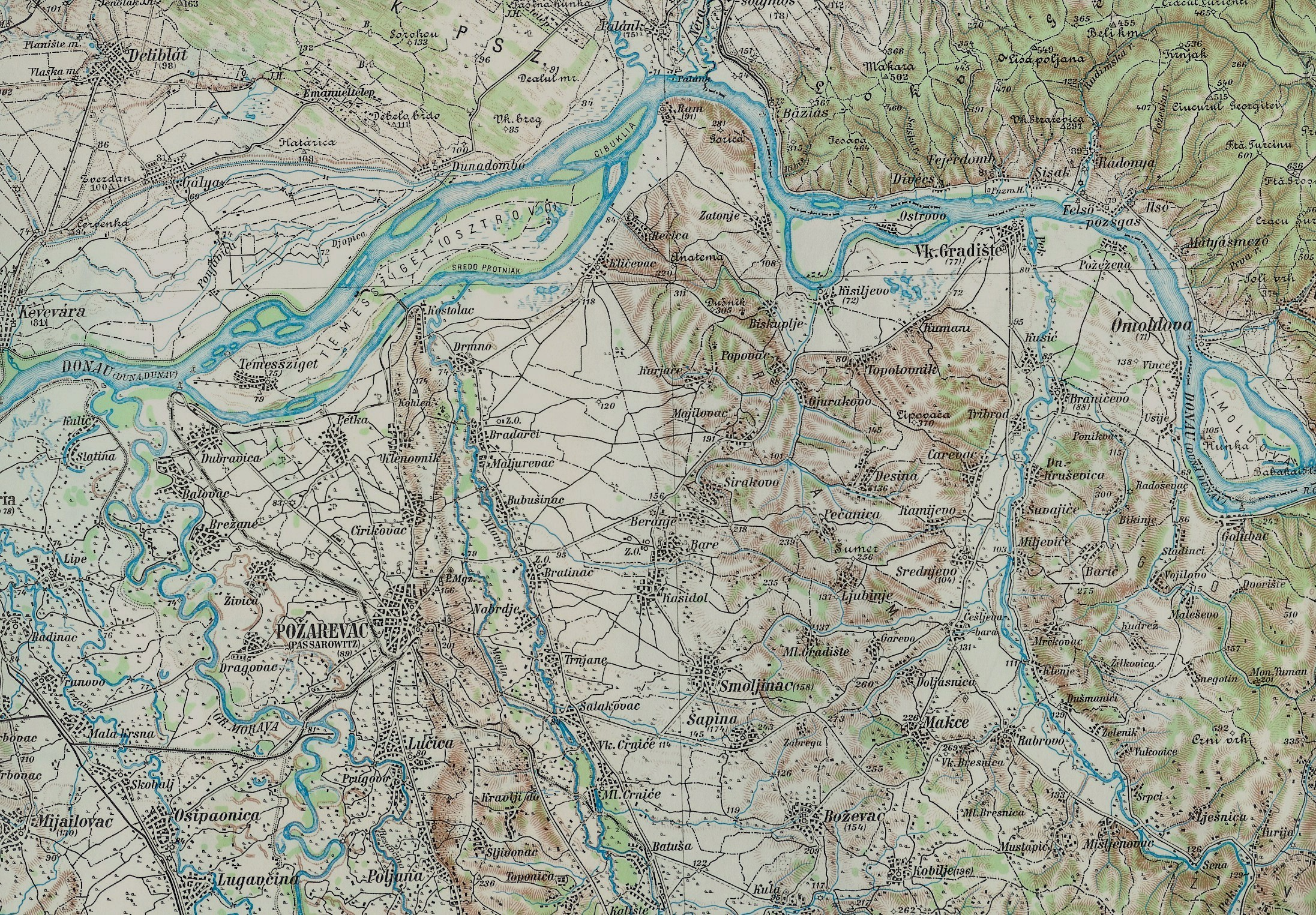
Die Mündung der Morava in die Donau am Beginn des Eisernen Tors, um 1916. (Ausschnitt aus Blatt 39°45° Werschetz)

Die Franzisco-Josephinische Landesaufnahme entstand in den Jahren 1869 bis 1887, nach Fertigstellung der Unterlagen des Grundsteuerkatasters (Katasteroperat). Ihre Blätter wurden (zumindest für Gebiete der Republik Österreich) bis in die 1960er Jahre weitergeführt. Aufgenommen wurde die gesamte Doppelmonarchie.
Die Landesaufnahme trug nach ihrem Initiator, Reichskriegsminister Freiherr Franz Kuhn von Kuhnenfeld, auch den Namen Kuhn'sche Landesaufnahme. Im Vergleich zu Kartenwerken des 20. Jahrhunderts wird das Werk alte Landesaufnahme genannt, obwohl es mit der Josephinischen Landesaufnahme (Erste Landesaufnahme) und der Franziszeischen Landesaufnahme (Zweite Landesaufnahme) zwei ältere Kartenwerke der Monarchie gibt.
Die Vorgaben für die Landesaufnahme beruhten auf den Erfahrungen mit ihrer nicht fertiggestellten Vorgängerin, der Franziszeischen Landesaufnahme: Die Aufnahme war nicht mehr getrennt nach Kronländern, sondern zusammenhängend zu erarbeiten, es waren ein größerer Maßstab als 1:144.000 sowie Höhenschichtlinien zu verwenden. Ansprüche des zivilen Sektors waren zu berücksichtigen. Der entsprechende Vortrag des Reichskriegsministers vom 7. Oktober 1869 wurde zwei Tage später von Kaiser Franz Joseph genehmigt.
Die Arbeiten an der Landesaufnahme wurden durch das Militärgeographische Institut durchgeführt. Küstengebiete wurden mit Unterstützung durch das Hydrographische Amt in Pola bereits seit 1854 erfasst.
Im Rahmen dieser Landesaufnahme wurde erstmals das metrische System verwendet. Weiters wurden Höhenangaben erstmals mit einer Kombination aus Schraffen (Bergstriche genannt) und Höhenschichtlinien dargestellt. Die Steilheit des Geländes wurde bei der Schraffendarstellung durch das Verhältnis der Strichstärke der Schraffen zu der Breite des Zwischenraumes zwischen den einzelnen Schraffenstrichen ausgedrückt.
Weitere Grundlage der Vermessungsarbeiten war eine neue Triangulierung im Rahmen der Europäischen Gradmessung 1867.
Die Blätter der Landesaufnahme entstanden von 1869 bis 1887. Das seit 1867 ungarische Siebenbürgen und das österreichische Tirol waren die ersten Länder, die in der Landesaufnahme erfasst wurden, wobei in Tirol die relativ aktuellen Ergebnisse der Arbeiten am Franziszeischen Kataster berücksichtigt werden konnten, der in Tirol und Vorarlberg 1861 abgeschlossen worden war. 1885 bis 1888 wurde als letztes Gebiet Bosnien und Herzegowina erfasst, seit 1878 von Österreich-Ungarn verwaltetes, erst 1908 voll in die Doppelmonarchie integriertes osmanisches Gebiet. Die kurze Zeit von nur 18 Jahren für die Erstellung des umfangreichen Kartenwerkes war beispiellos, erregte internationales Aufsehen und trug dem Militärgeographischen Institut eine Reihe von Auszeichnungen ein. Aus den Aufnahmeblättern wurden mehrere Kartenwerke kleinerer Maßstäbe (Folgemaßstäbe) abgeleitet, von denen aber nur die Spezialkarte 1:75.000 fertiggestellt werden konnte.
Die Anerkennung, die die kartografische Erfassung des damals noch osmanischen Gebietes in Südosteuropa erhalten hatte, bewog die Regierung Griechenlands, ebenfalls um Unterstützung bei der Vermessung ihres Staatsgebietes zu ersuchen. Daraufhin wurde von der österreichisch-ungarischen Monarchie eine geodätische Mission gebildet, die ab 1889 in Griechenland arbeitete und dort einheimisches Personal ausbildete. Die Aufnahme von Griechenland wurde 1896 vollendet.
Die Franzisco-Josephinische Landesaufnahme wurde durch die Vierte Landesaufnahme, auch Präzisionsaufnahme, 1896 / 1987 ersetzt, die die Basis der heutigen Österreichischen Karte (ÖK) bildet.

## Werke

### Aufnahmeblätter 1:25.000

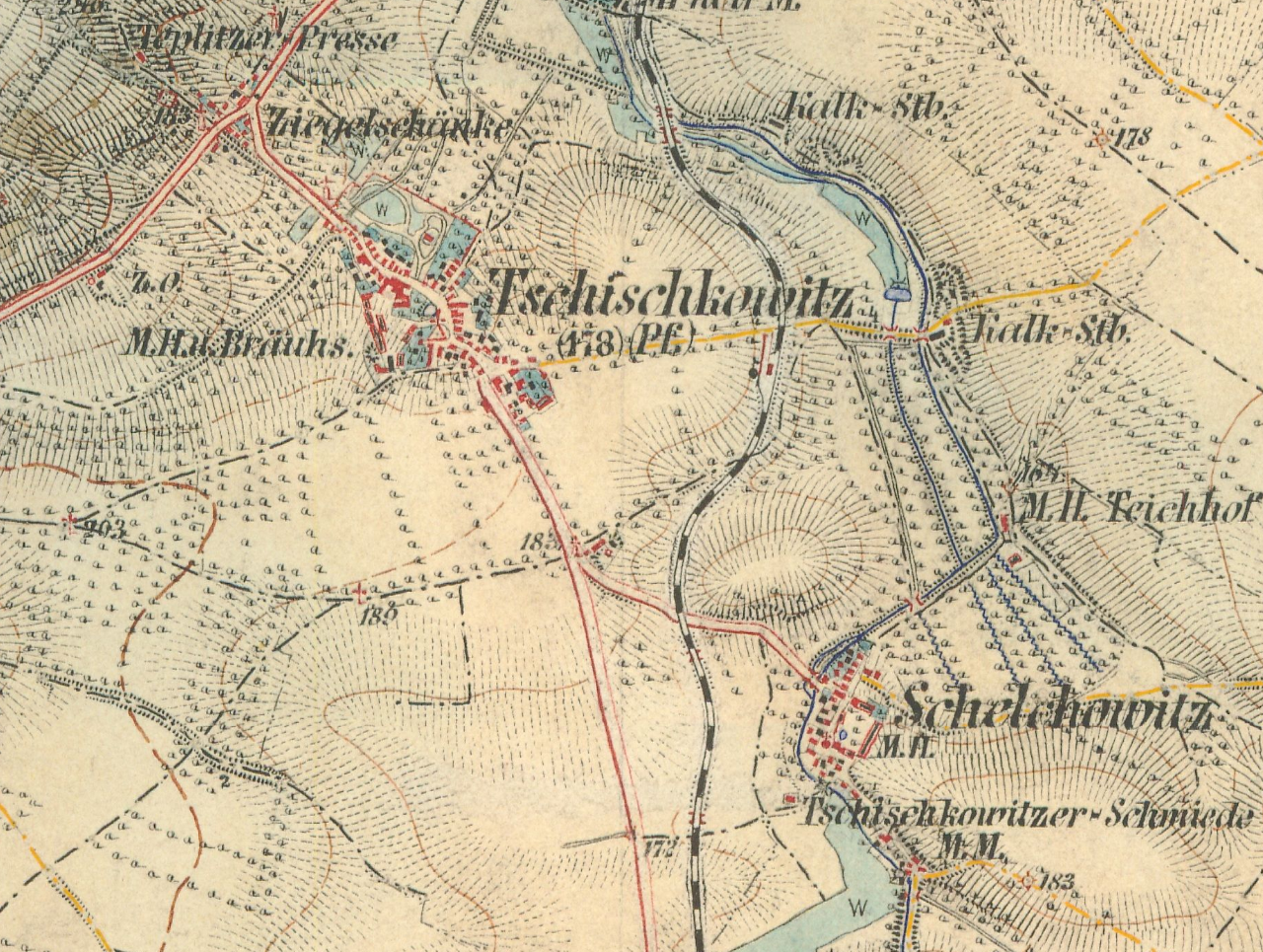
Ausschnitt aus dem Aufnahmeblatt Roudnice nad Labem, Section 3852/1

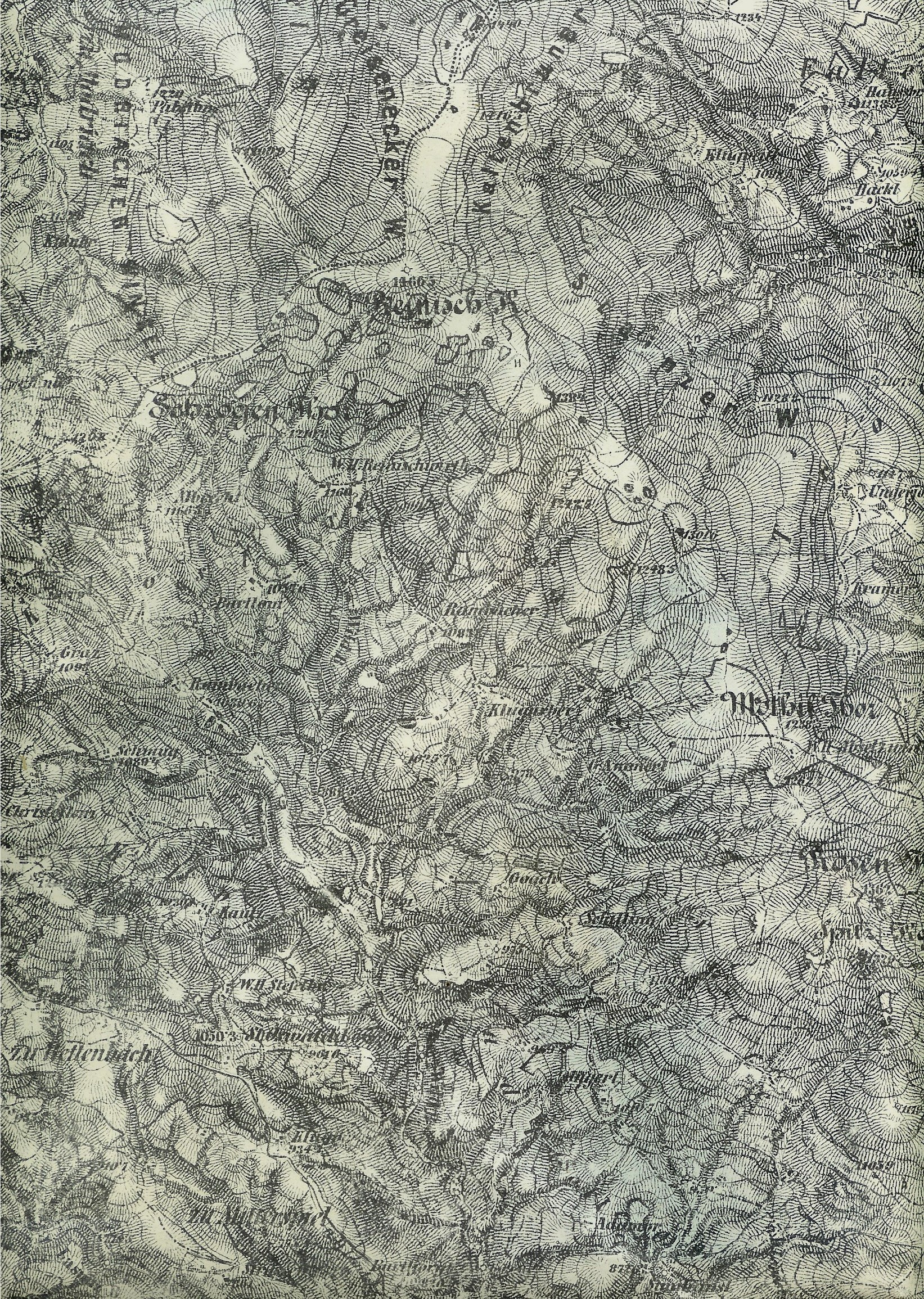
Ausschnitt (Klosterwinkel) aus der Blattkopie Section 5254/2 Stainz

Die Landesaufnahme wurde für die gesamte österreichisch-ungarische Monarchie in 2780 farbig gezeichneten Aufnahmeblättern im Maßstab 1:25.000 gezeichnet. Vom Raum Wien wurden 47 Blätter im Maßstab 1:12.500 angefertigt.
Die Blätter entstanden nach der Begehung (Ambulierung) und Vermessung im Gelände, sie werden im Sprachgebrauch auch Messtischblätter genannt. Ein Aufnahmeblatt umfasst 15 Bogenminuten geografischer Länge und 7½′ geografischer Breite (ca. 20 × 14 km). Vier Aufnahmeblätter bildeten ein Kartenblatt der Spezialkarte 1:75.000. Die Aufnahmeblätter waren ursprünglich nach den Himmelsrichtungen als ..NW, ..NO, ..SW und ..SO, ab 1917 als Sectionen /1 bis /4 bezeichnet.
Im Rahmen von Reambulierungen (Überprüfungen im Feld) wurden die Aufnahmeblätter mehrfach überarbeitet und neu aufgelegt. Die Aufnahmeblätter waren nicht zur Veröffentlichung bestimmt. Sie tragen oft nur Nummern und keine weiteren Angaben. Für dienstliche Zwecke wurden von den Aufnahmeblättern Schwarz-Weiß-Kopien angefertigt.
Da die Arbeiten an den Karten des Gebietes der Republik Österreich im Maßstab 1:25.000 im 20. Jahrhundert nur langsam voranschritten, wurden diese Kopien bis in die 1970er-Jahre auch als Ersatz für die Karten dieses Maßstabes verkauft.
Die Aufnahmeblätter enthalten Höhenschichtlinien im Abstand von 20 Metern. Für die Höhenmessungen fehlten zu Beginn der Arbeiten einheitliche Grundlagen. Basis war das Mittelwasser der Adria bei Triest und Fiume. Ab 1873 wurde ein neu eingeführtes Präzisions-Nivellment verwendet, wodurch die Fehlergrenze von mehreren Metern auf wenige Zentimeter sank.

### Spezialkarte 1:75.000

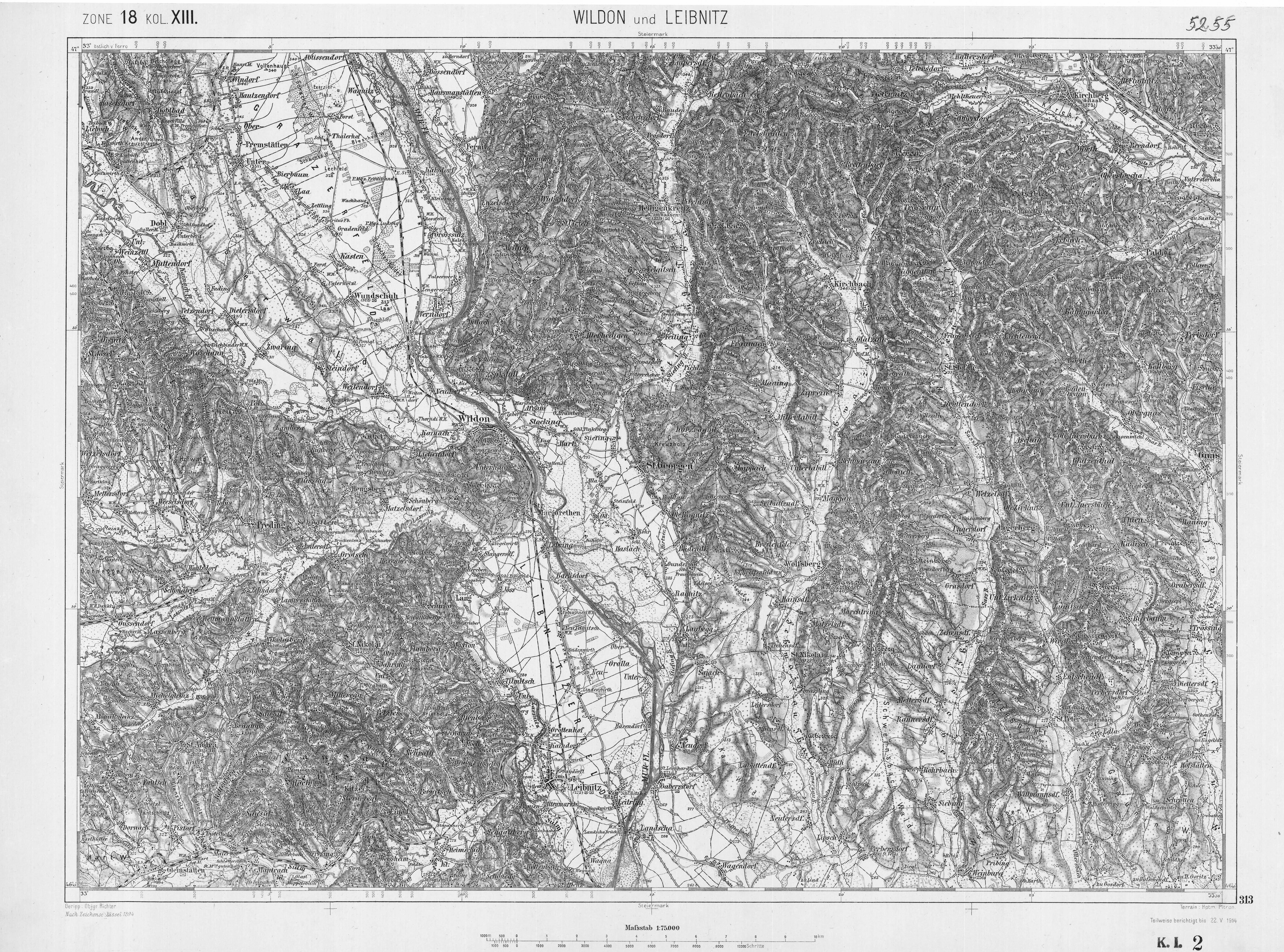
Spezialkarte Blatt 5255 Leibnitz und Wildon, Steiermark, Österreich

Aus den Aufnahmeblättern wurden die Blätter der Spezialkarte abgeleitet. Dieses Kartenwerk umfasst 752 Blätter der österreichisch-ungarischen Monarchie und weitere Blätter mit ausländischen Gebieten. Die Blätter sind wegen der Meridiankonvergenz der Längenkreise nicht rechteckig, sondern etwas trapezförmig, sie bilden jeweils einen Bereich von 30 Bogenminuten geografischer Länge und 15 Bogenminuten geografischer Breite ab. Basis für die Bezeichnung der Längengrade ist der Meridian von Ferro (20° westlich von Paris, 17°40' von Greenwich). Als Abbildungsform für die gekrümmte Erdoberfläche wurde die Polyeder-Projektion verwendet. Das Terrain wurde durch Schraffen und Höhenschichtlinien je 100 Meter, im Flachland zu 50 Meter dargestellt. Die Blätter erschienen ab 1872, ab 1912 erschienen einige Blätter in mehrfarbigem Druck, andere Blätter wurden mit grünem Aufdruck (für Waldgebiete) herausgegeben. Daneben existieren Karten mit Gitternetz-Aufdruck für militärische Zwecke.
Die Blätter der Spezialkarte reichten in nord-südlicher Richtung von Schluckenau in Nordböhmen bis zur Reede von Bar (Antivari) in Montenegro (1028,4 km), in der Ost-West-Richtung von der Mündung des Zbrucz in den Dnjestr an der Grenze zu Russland bis zum Bodensee (1305,8 km). Die Zeichenfläche für alle 752 Blätter betrug ungefähr 140 m². In nord-südlicher Richtung reichten die aneinandergereihten Blätter über 13,7 Meter, in der Ost-West-Richtung über 17,4 Meter.
An den Zeichenarbeiten waren von 1873 bis 1889 insgesamt 333 Personen beteiligt, durchschnittlich erschien alle acht Tage ein neues Blatt der Spezialkarte. 10 Mappierungs-Abteilungen waren gegründet worden, von denen in den 16 Jahren von 1869 bis 1884 mit einer vollständigen Neuaufnahme der Monarchie die Grundlagen für die Kartenzeichnungen gelegt worden waren (das Okkupationsgebiet Bosnien und Herzegowina folgte 1885 bis 1887). Ein Mappeur musste dabei pro Jahr im gebirgigen Terrain rund 400 km², in flacheren Gegenden 800 km² oder mehr aufnehmen.
Die Blätter wurden ursprünglich in Zonen und Colonnen eingeteilt: Jede der Zonen 1 bis 38 bezeichnete Blätter gleicher geografischer Breite, jede der Colonnen I bis XXXV die Blätter gleicher geografischer Länge.
Die Spezialkarte wurde teilweise bis in die 1930er-Jahre aktualisiert und nachgedruckt. Da das Nachfolgewerk der franzisco-josephinischen Landesaufnahme, die geplante „4. Landesaufnahme“, nach dem Ersten Weltkrieg nur sehr langsam voranschritt und nach 1918 erst 25 Blätter das österreichische Staatsgebiet betrafen, wurden die Blätter der Spezialkarte als Grundlage der „provisorischen Ausgabe der österreichischen Karte“ im Maßstab 1:50.000 (schwarz mit grünem Waldaufdruck) herangezogen. Diese provisorische Ausgabe wurde ab 1945 bis in die 1970er-Jahre aufgelegt.

Varianten der Spezialkarte, dargestellt am Blatt 5254 Deutschlandsberg und Wolfsberg
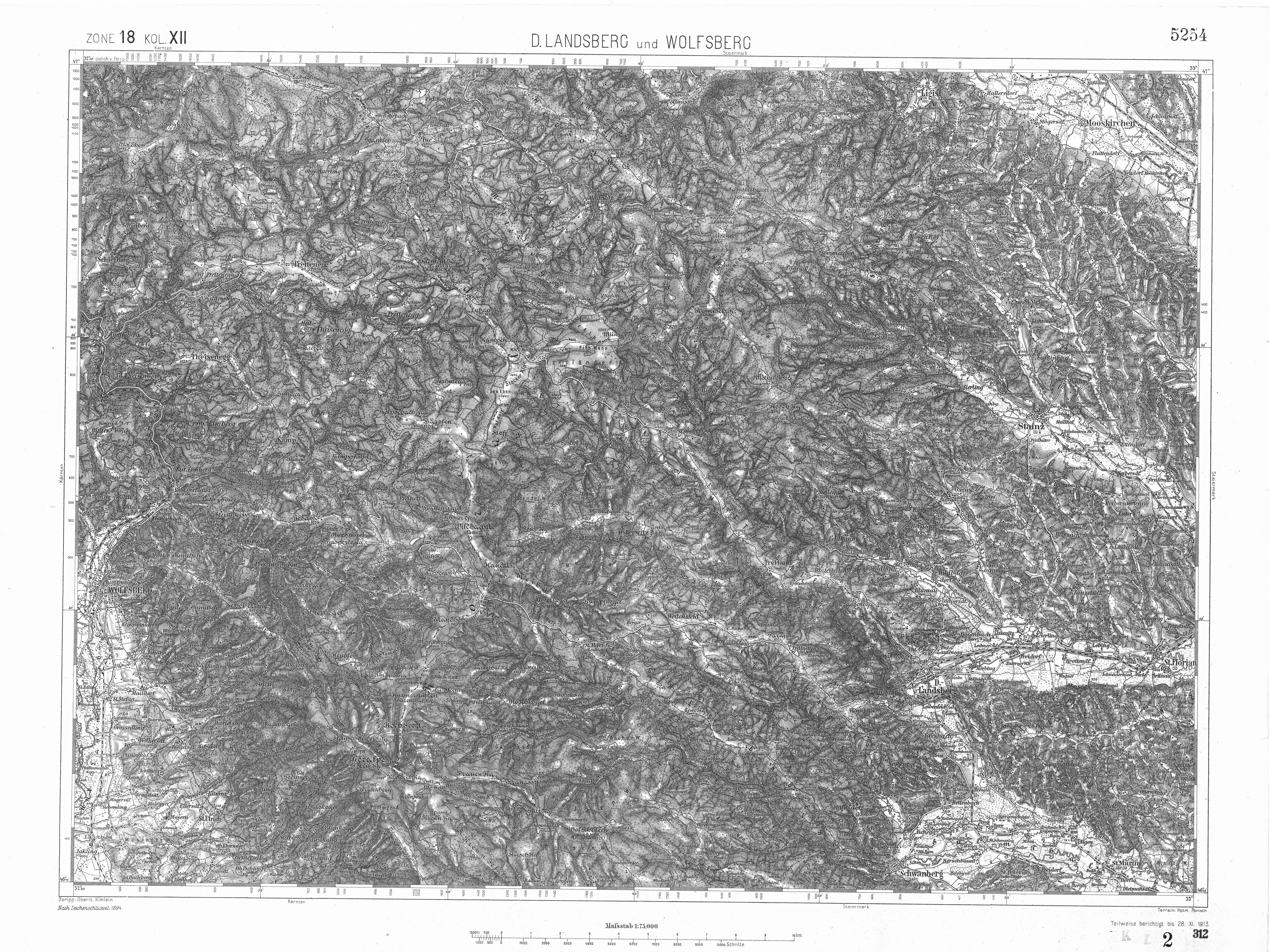
Darstellung nach Zeichenschlüssel 1894, teilweise berichtigt bis 28. XI. 1913; ursprüngliche Nummerierung „ZONE 18 KOL[onne]. XII“, neuere Nummer nachgetragen
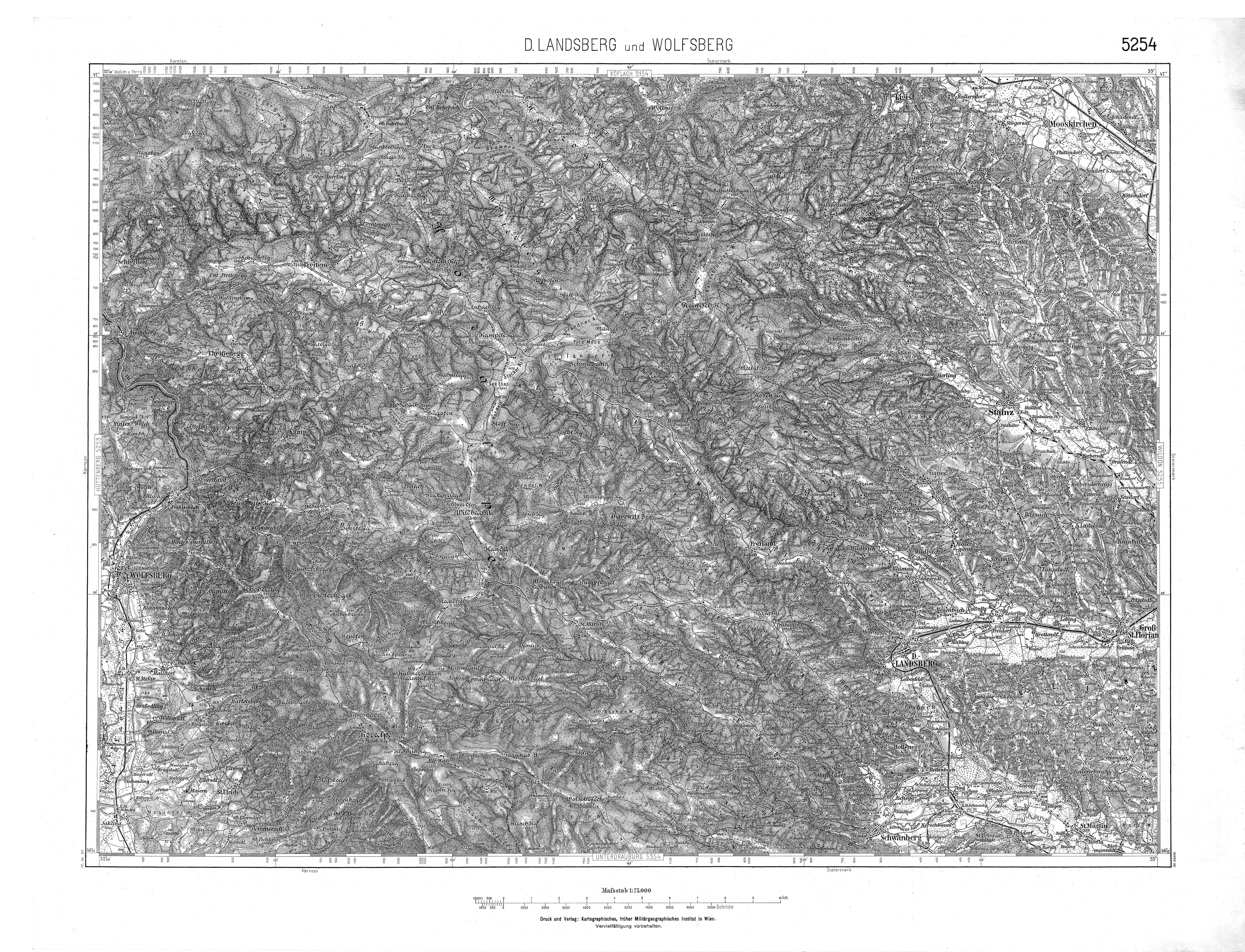
Stand 17. IX. 37, Auflage XII.XXXVII (siehe untere Ecken), neben Veränderungen der Topographie auch anderer Rahmen mit Nennung der Nachbarblätter
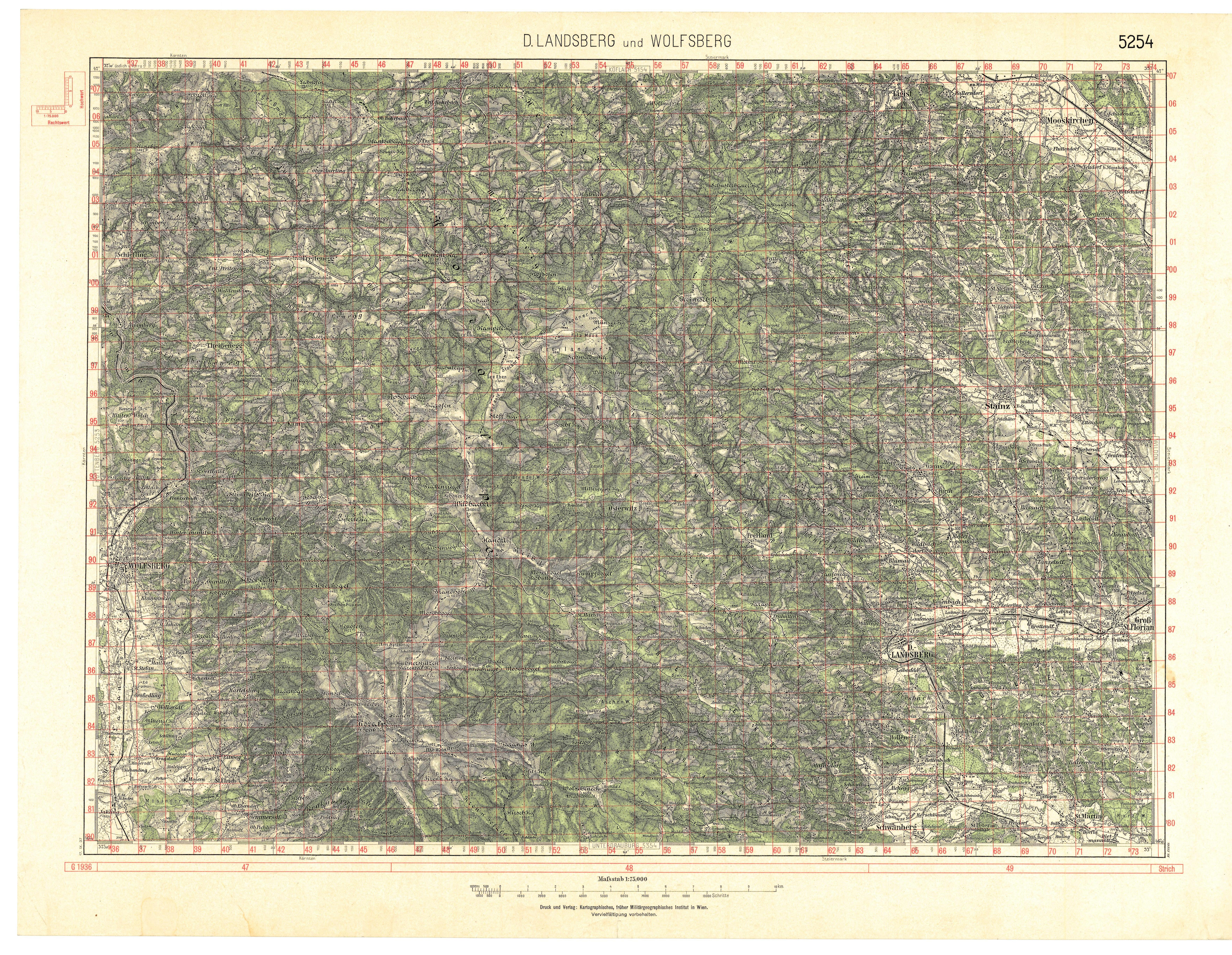
Auflage 1937 mit Waldaufdruck, militärischem Meldenetz und Netzteiler links oben

### Generalkarte von Mitteleuropa 1:200.000

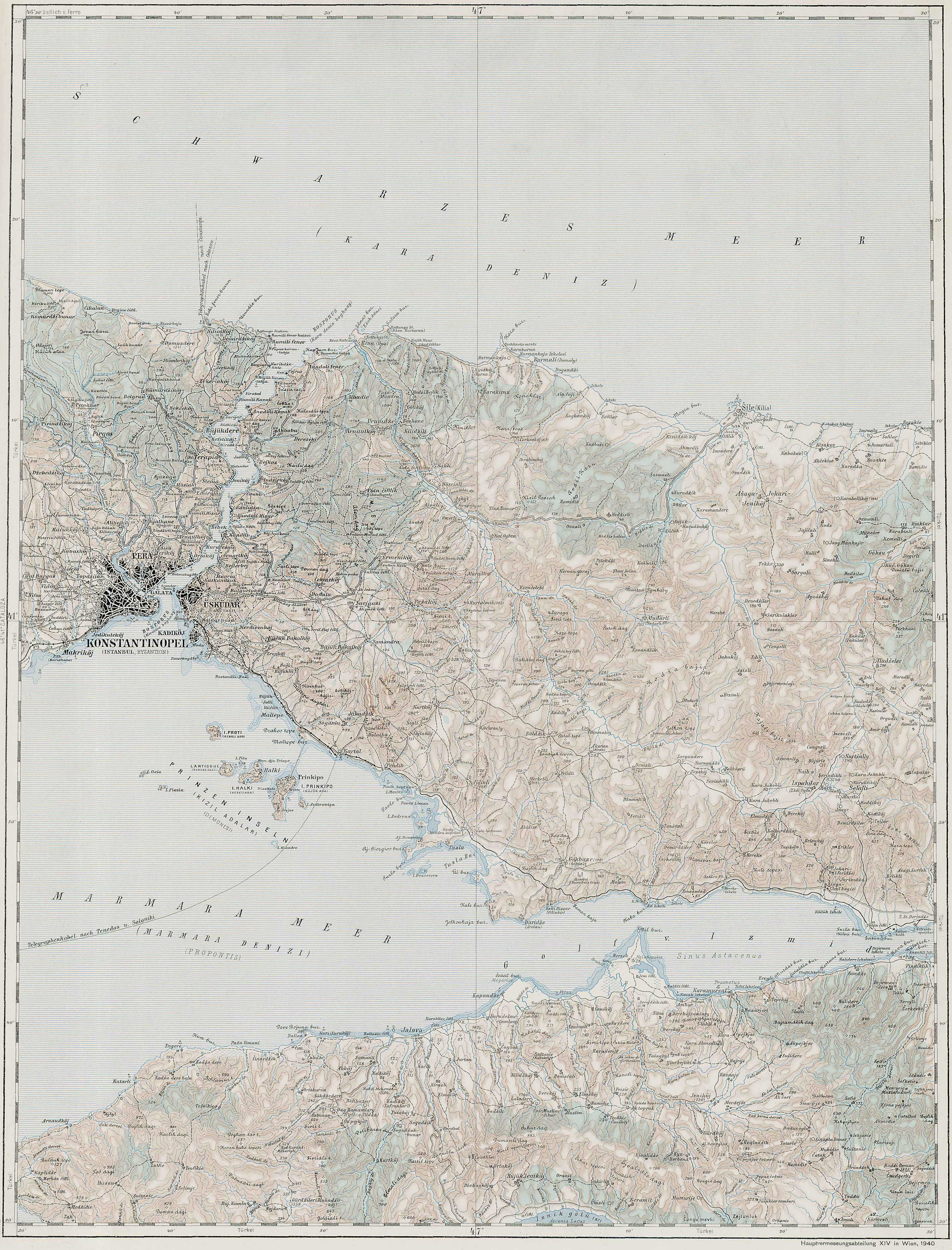
Generalkarte von Mitteleuropa, Blatt 47° 41° Konstantinopel. um 1900

Die Ergebnisse der Landesaufnahme waren Grundlage für die Darstellung der österreichischen Teile in der Generalkarte von Mitteleuropa 1:200.000. Dieses Kartenwerk beruht auf einem Erlass des Wiener Militärgeografischen Instituts vom 1. Juli 1879. Es reicht von Nizza bis Istanbul und von Norddeutschland bis Belarus. Das Werk wurde nicht fertiggestellt, im Verkauf verfügbar waren 265 Blätter in Mehrfarbendruck. Ein Blatt umfasst 8 Blätter der Spezialkarte 1:75.000. Geplant, aber nicht fertiggestellt wurden Blätter nördlich von Turin bis Köln, im Norden Griechenlands (Lamia, Volos, Skiros) und eine Reihe von Blättern westlich von Berlin und Glogau.
Das Kartenwerk ist in der Polyeder-Projektion erstellt. Seine Blätter wurden ab 1887 herausgegeben. Nachdrucke von Blättern der Landesaufnahme, die in der Zeit von 1938 bis 1944 entstanden, enthalten statt des Namens des Bundesamtes für Eich- und Vermessungswesen (Landesaufnahme) die Bezeichnung „Hauptvermessungsabteilung XIV Wien“. Diese Abteilung gehörte zum damaligen „Reichsamt für Landesaufnahme“ in Berlin.
Die Blätter bilden jeweils einen Grad (60') geografischer Breite und -Länge (im Schnitt 111 × 74 km) ab und sind so geschnitten, dass der ganzzahlige Längenkreis (Meridian) und der Breitenkreis durch die Mitte des jeweiligen Kartenblattes verlaufen. Nach deren Zahlen richtet sich die Blattbezeichnung: Das Blatt 31°53° enthält damit das Gebiet von 30 Bogenminuten westlich und östlich des 31. Grades östlicher Länge von Ferro beziehungsweise nördlich und südlich des 53. Grades nördlicher Breite. Es stellt den Norden von Berlin dar. Das Blatt 30°42° stellt Rom dar, das Blatt 47°41° Istanbul. Das nordöstlichste Blatt ist das Blatt 48°53° im Dnepr-Gebiet bei Rogaczew und Zlobin. Die westlichsten Blätter sind das Blatt 25°44° Nizza und das Blatt 26°50° Mainz.
Die Blätter der Spezialkarte und der Generalkarte von Mitteleuropa erreichten hohe Auflagen. Die ursprünglich verwendeten Kupferdruckpressen wurden ab 1875 durch die ersten lithografischen Schnellpressen ersetzt, um der Nachfrage nach Kartenblättern nachkommen zu können.
Die Generalkarte wurde bis nach dem Zweiten Weltkrieg nachgedruckt. Bis zur Öffnung des Eisernen Vorhangs 1989 gehörten die Blätter der Generalkarte zu den wenigen flächendeckenden Informationsmöglichkeiten über Gebiete Ost- und Südosteuropas. Die Blätter des Gebietes der Republik Österreich wurden bis in die 1960er-Jahre aktualisiert. Verfügbare Originale oder Kopien bzw. Scans von vergriffenen Blättern sind im Bundesamt für Eich- und Vermessungswesen in Wien erhältlich. Eine abgekürzte Schreibweise für Blattbezeichnungen lautet GKM lx/by, somit z. B. GKM 41/43 für das Blatt Sofia.
Einige Blätter der Generalkarte, auf denen Staatsgebiet von Albanien dargestellt gewesen wäre, wurden Mitte des 20. Jahrhunderts neu aufgelegt, wobei das albanische Staatsgebiet weiß gelassen wurde: Dies betrifft die Blätter 37°40° Valona, 38°41° Elbasan, 38°40° Korfu und 38°42° Prizren.

Blätter aus der Generalkarte von Mitteleuropa
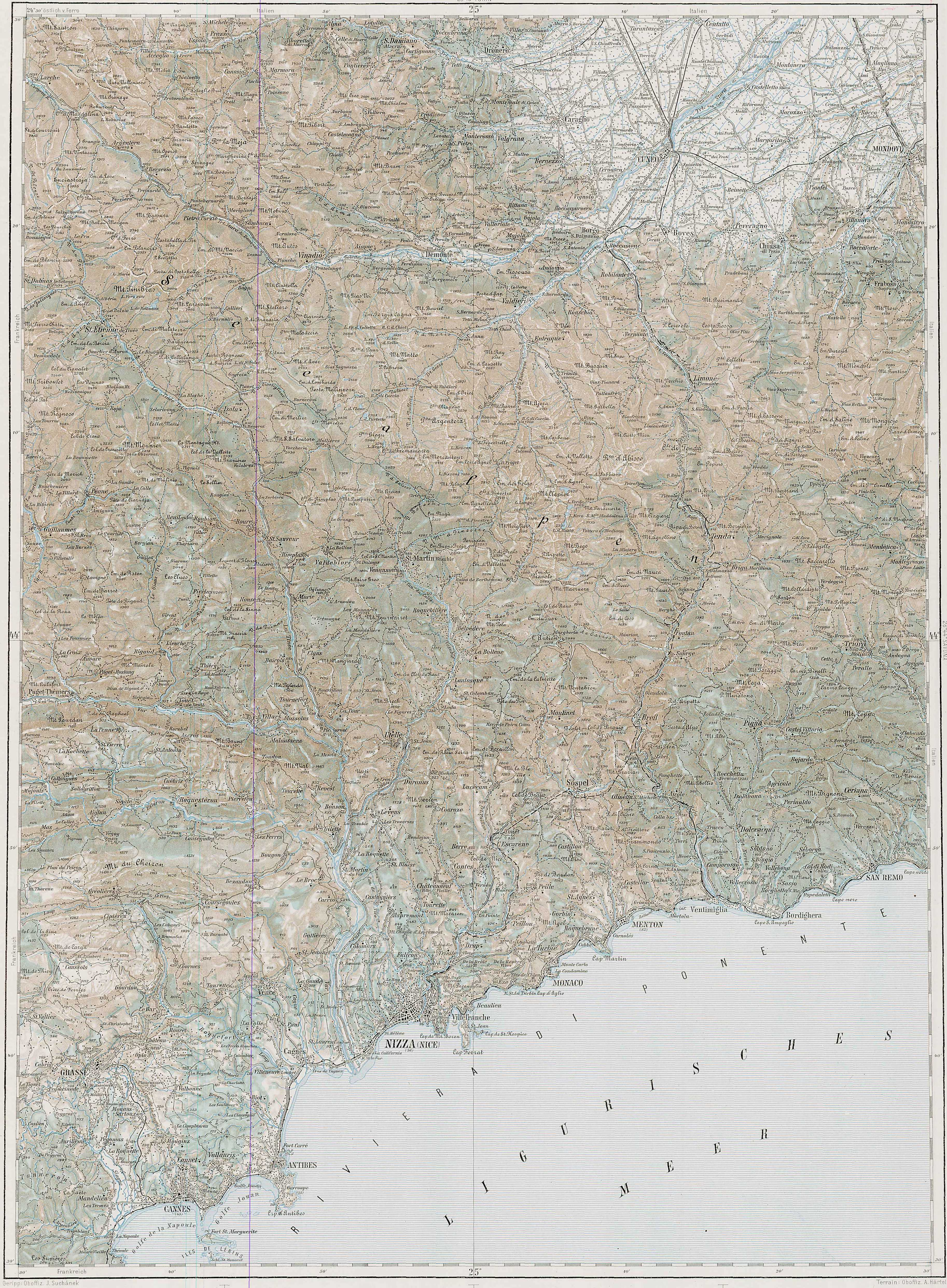
25° 44° Nizza
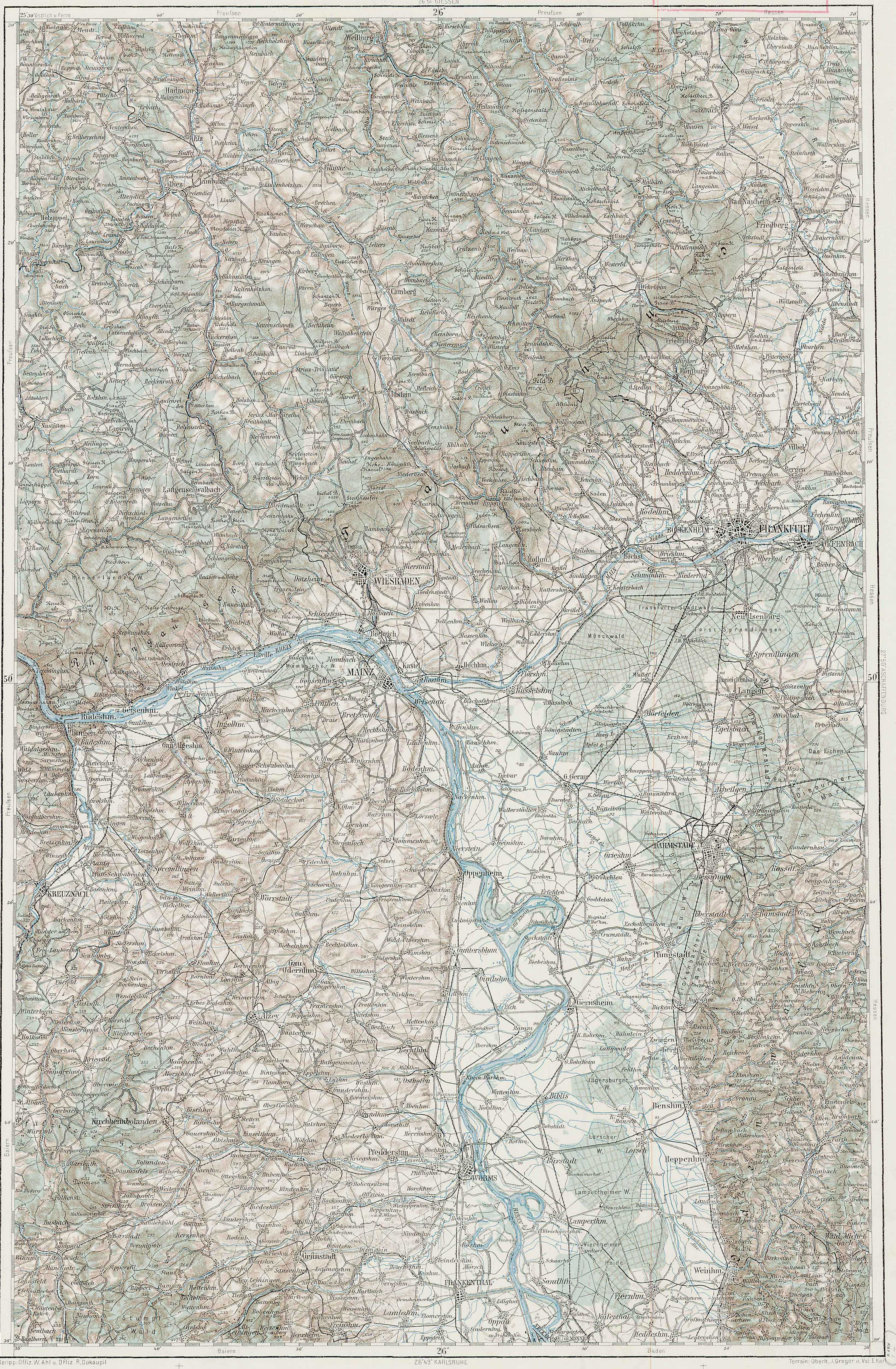
26° 50° Mainz
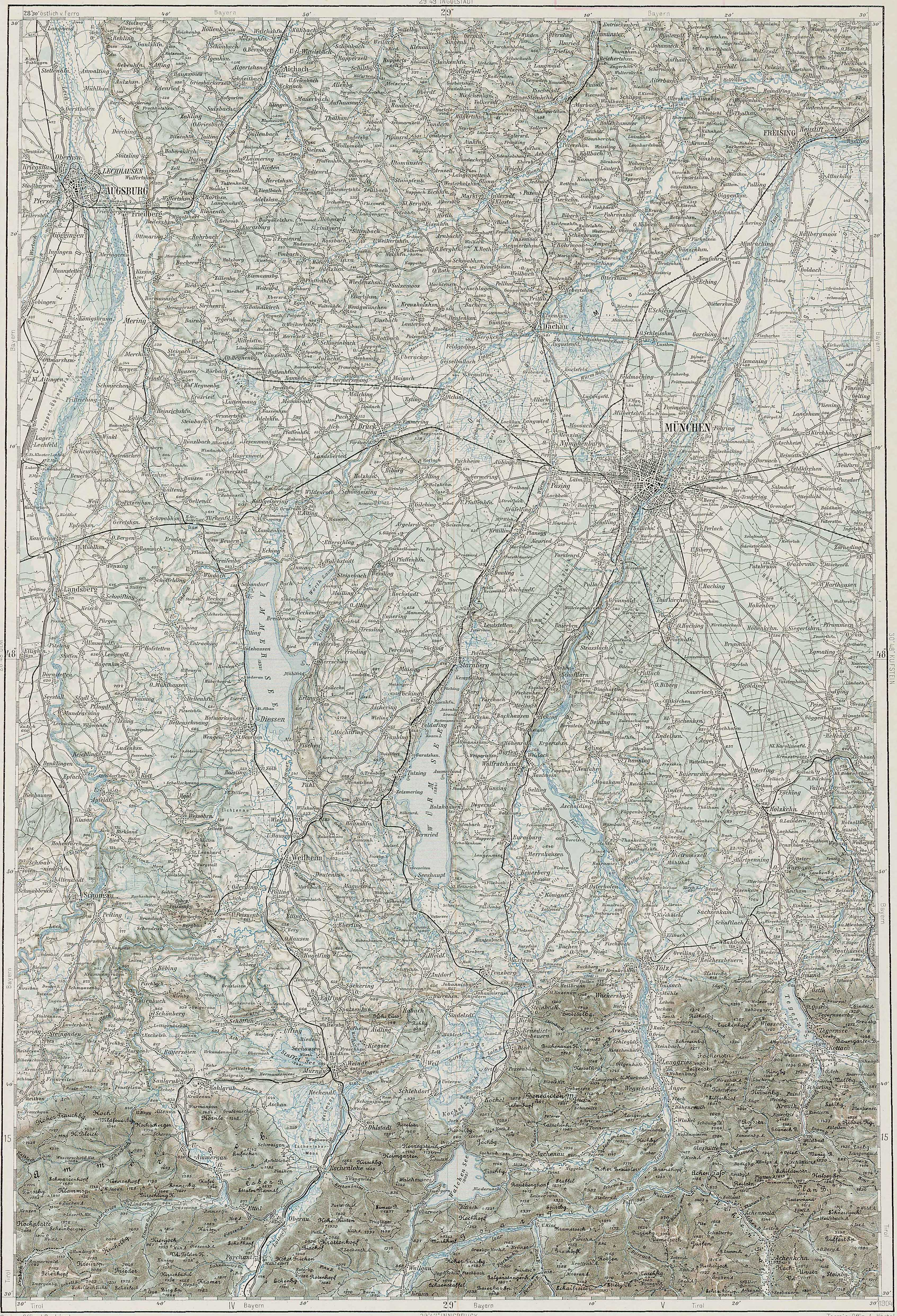
26° 50° München
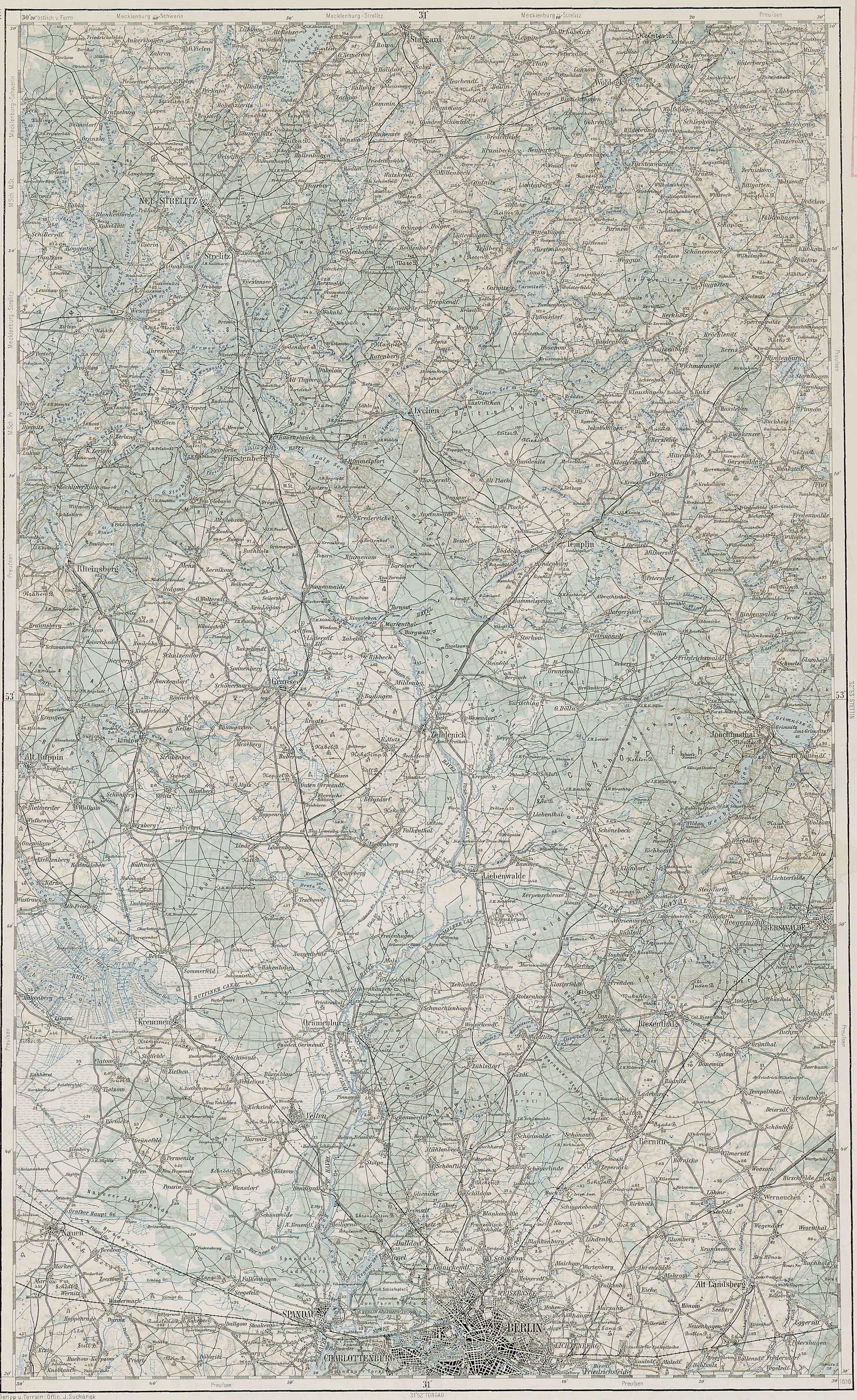
31° 53° Berlin
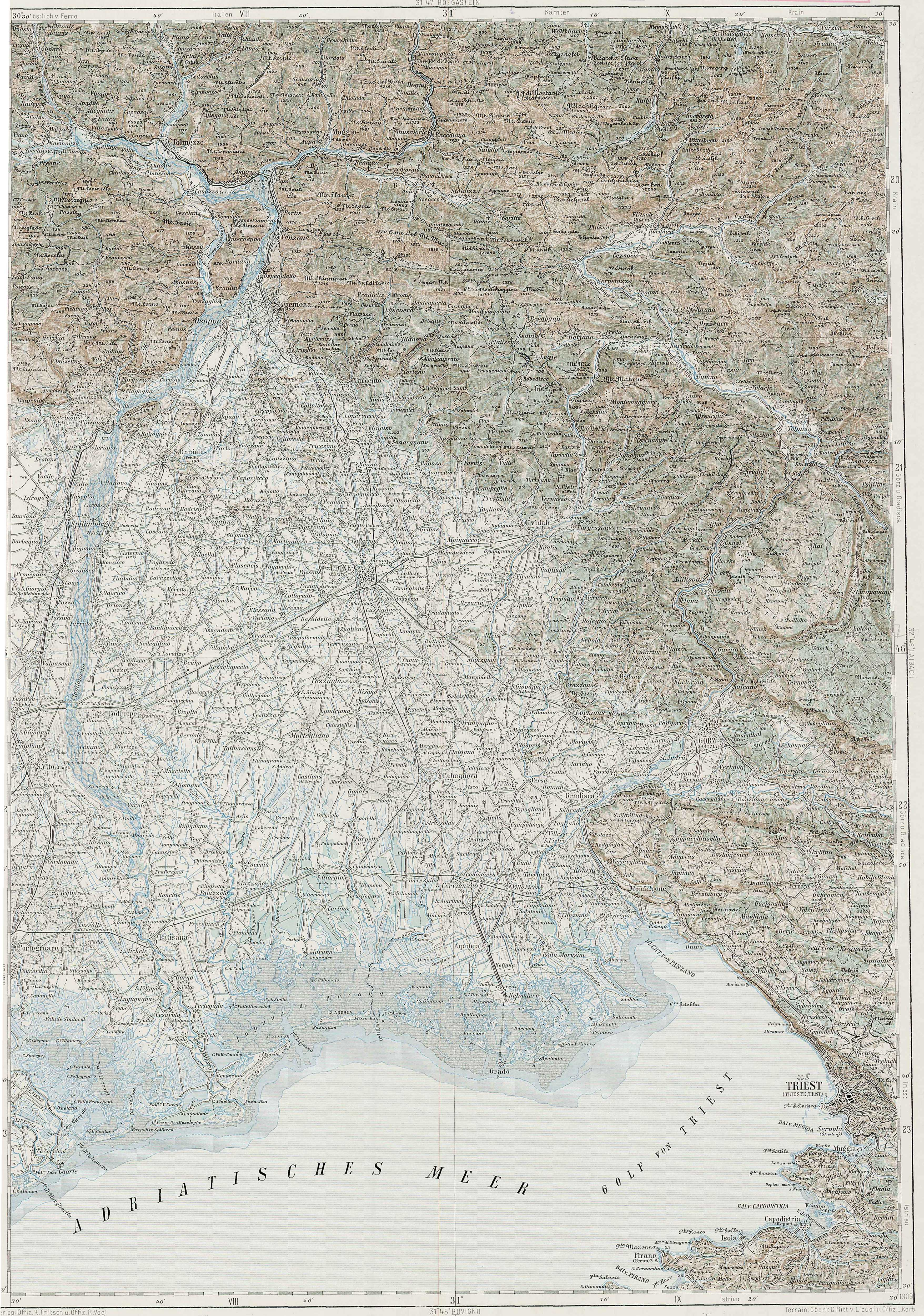
31° 46° Triest
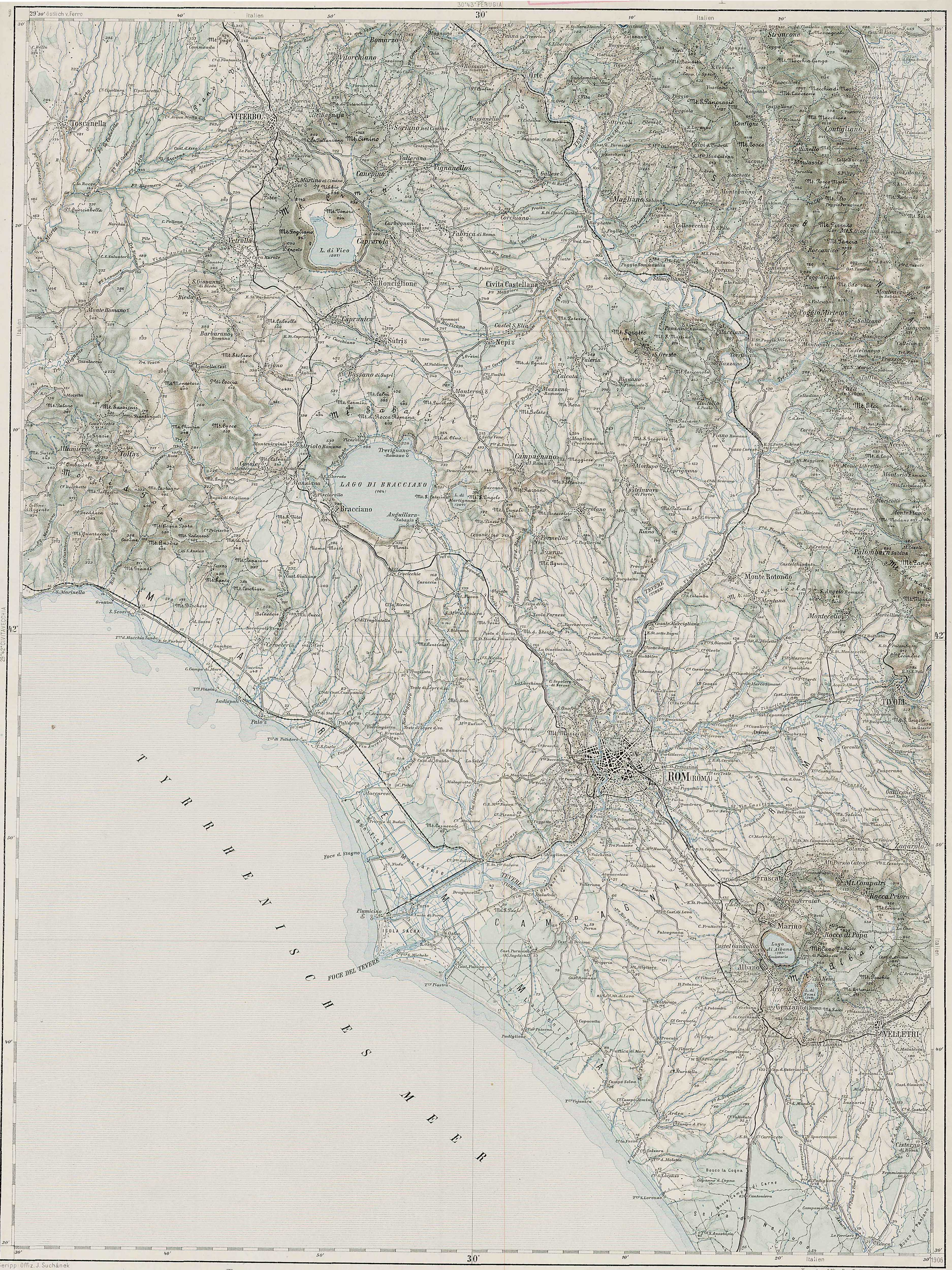
30° 42° Rom
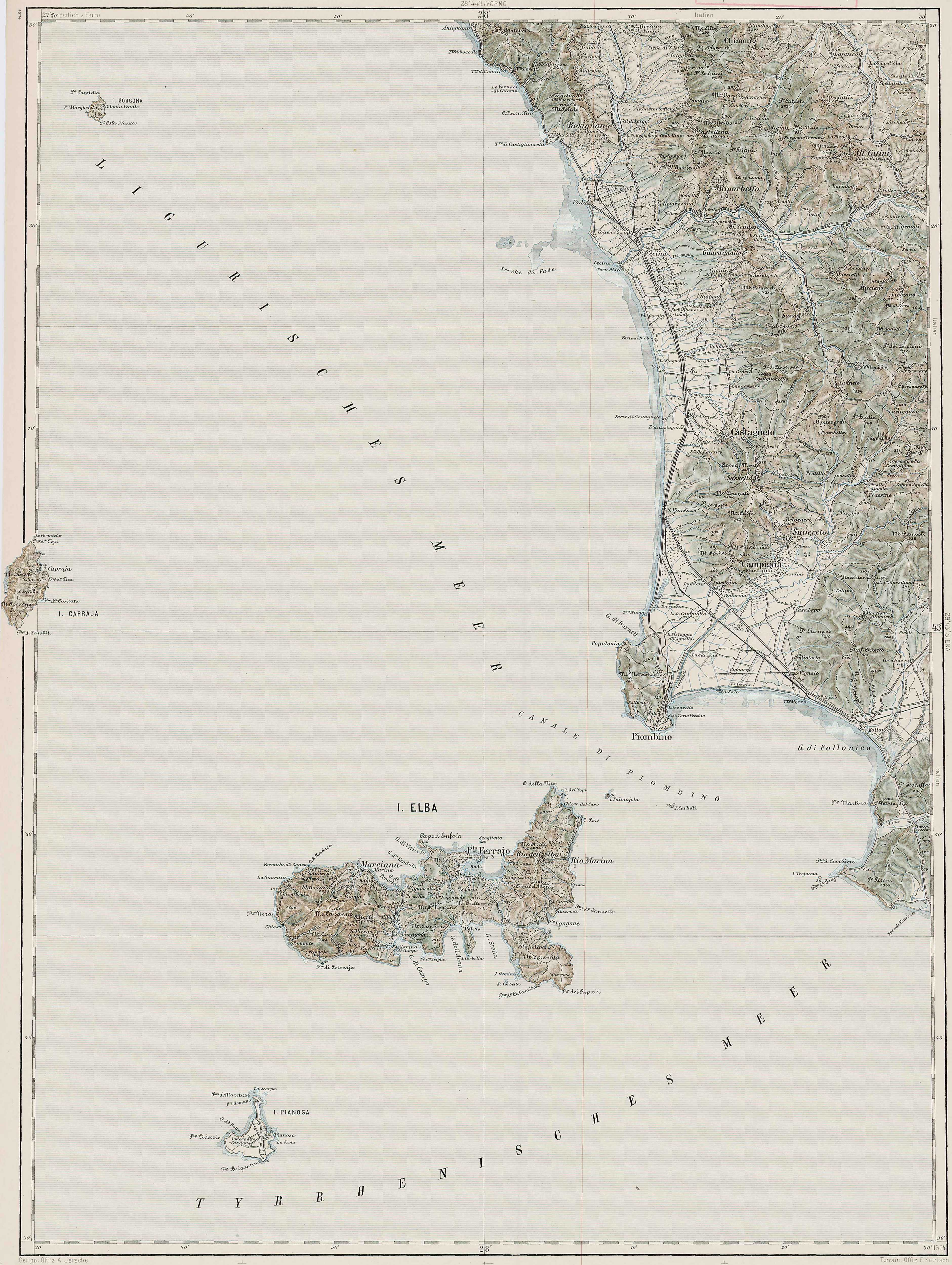
28° 43° Elba
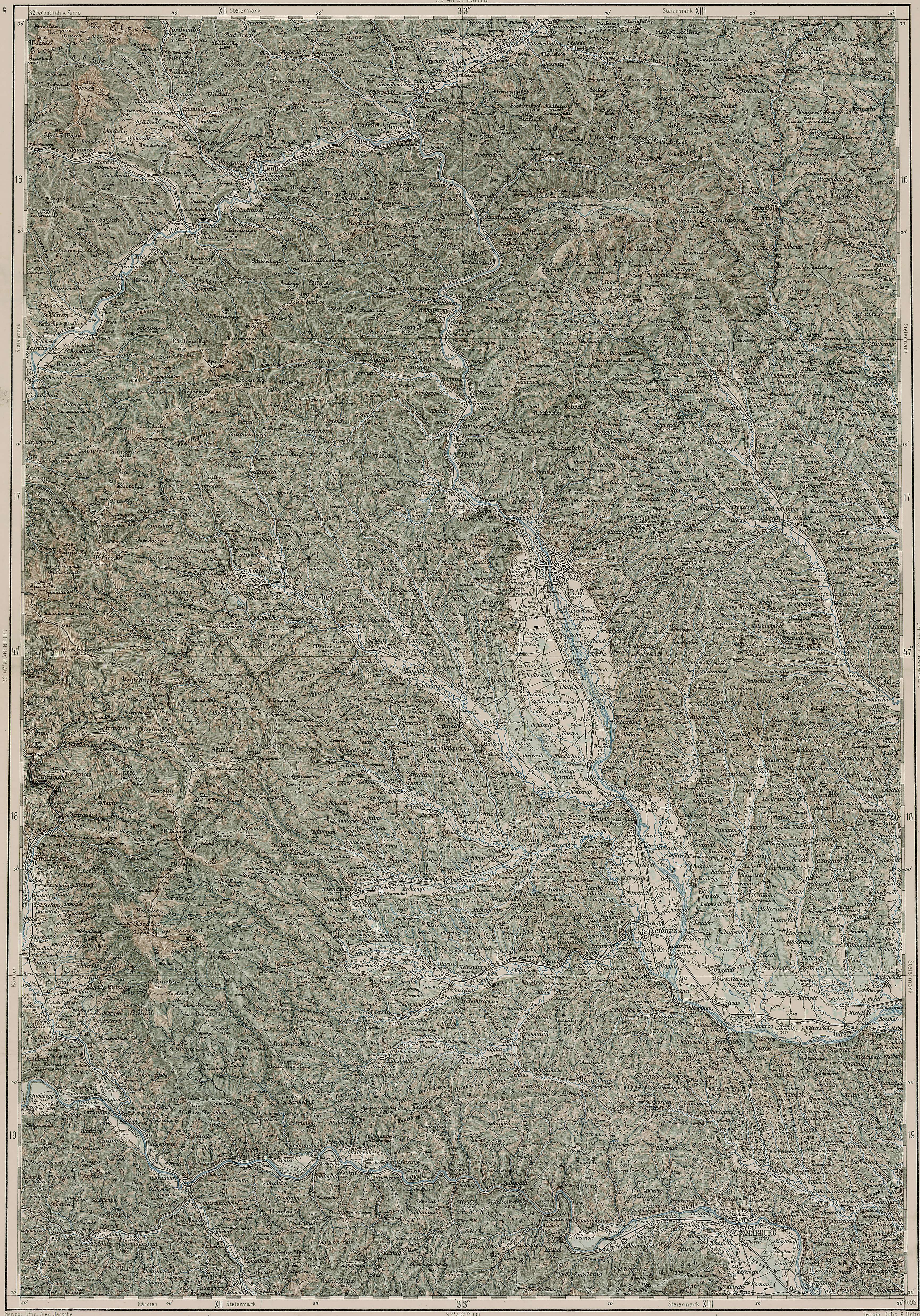
33° 47° Graz
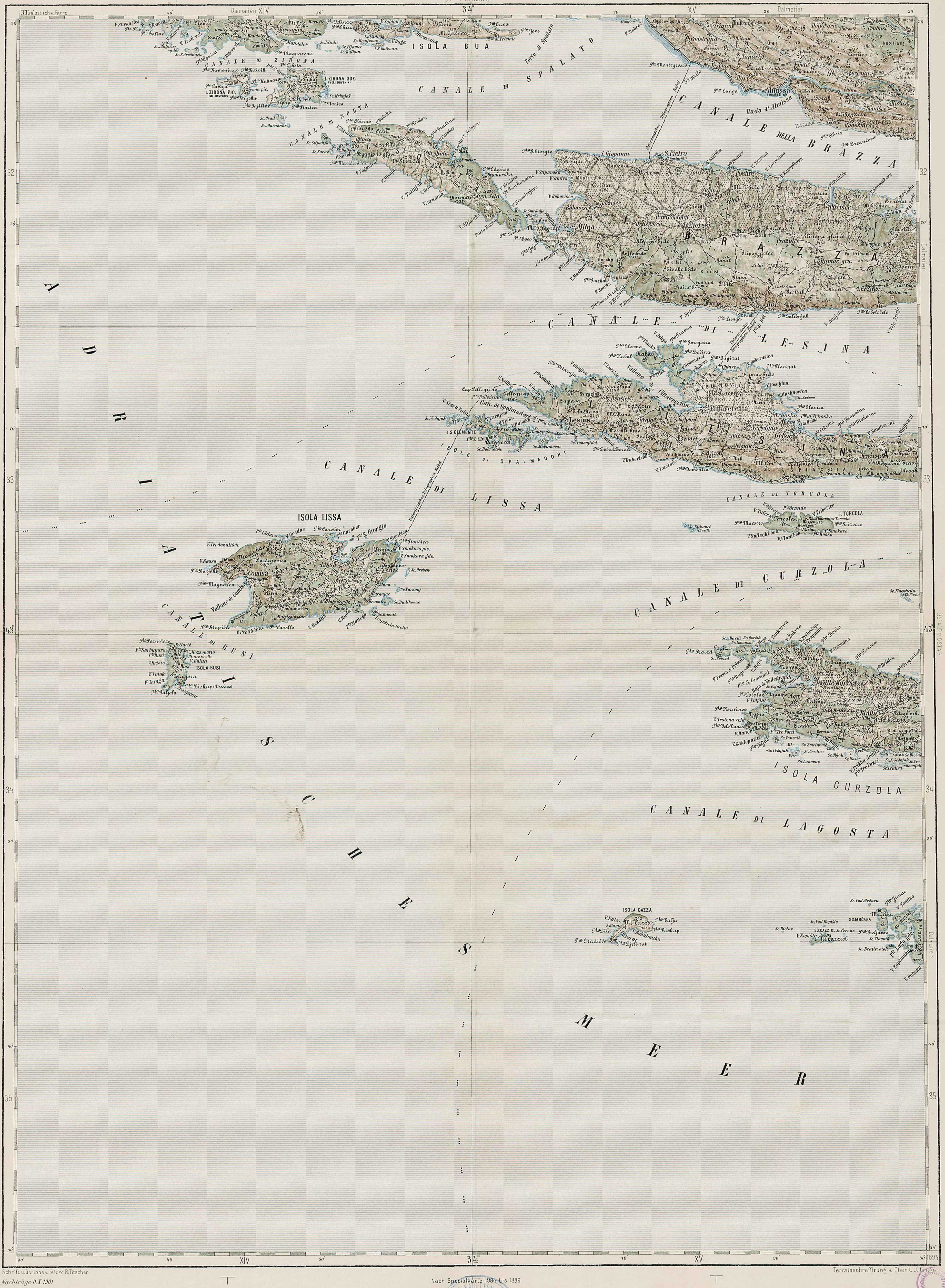
33° 47° Lissa
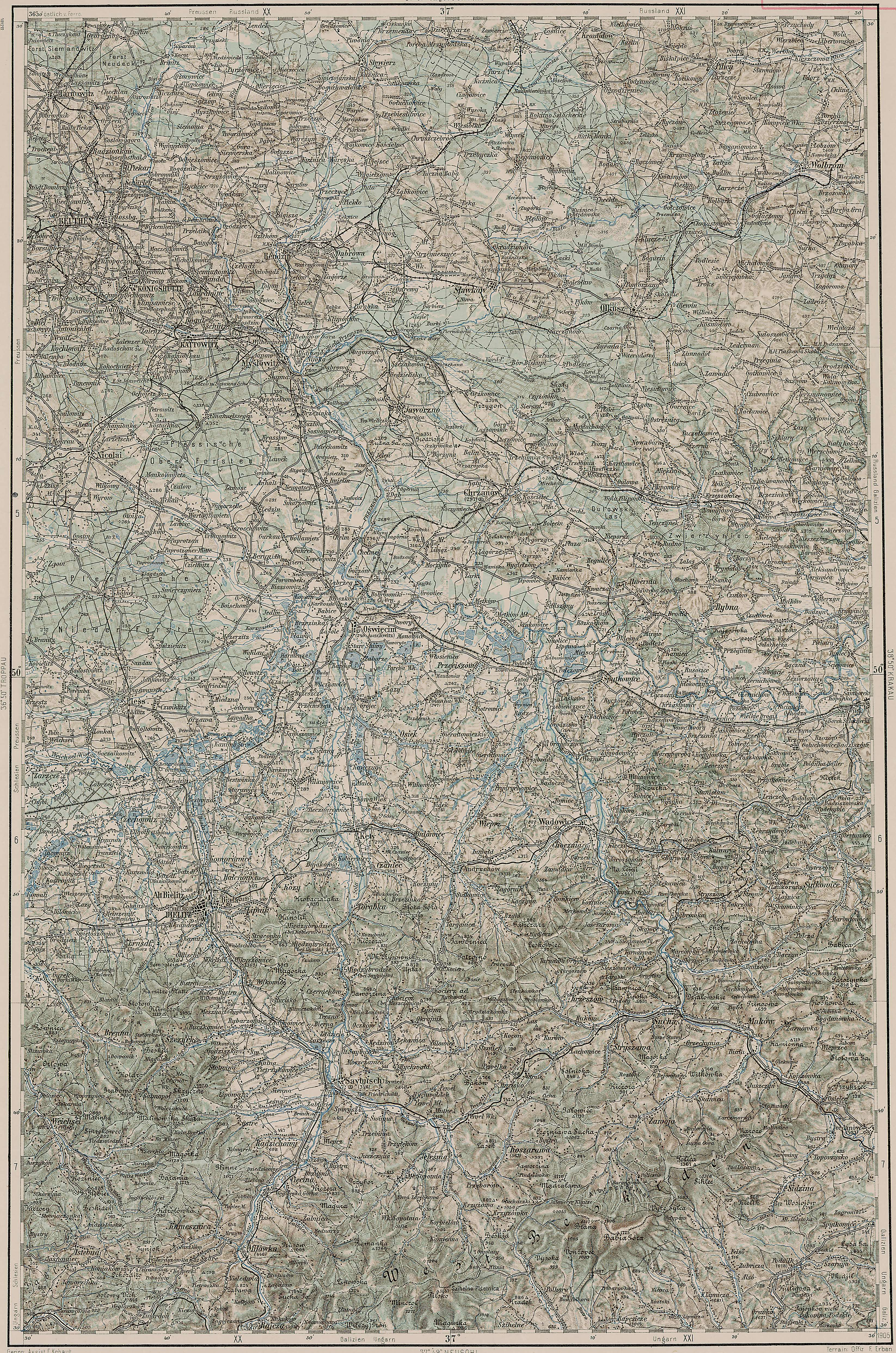
37° 50° Oświęcim (Auschwitz)
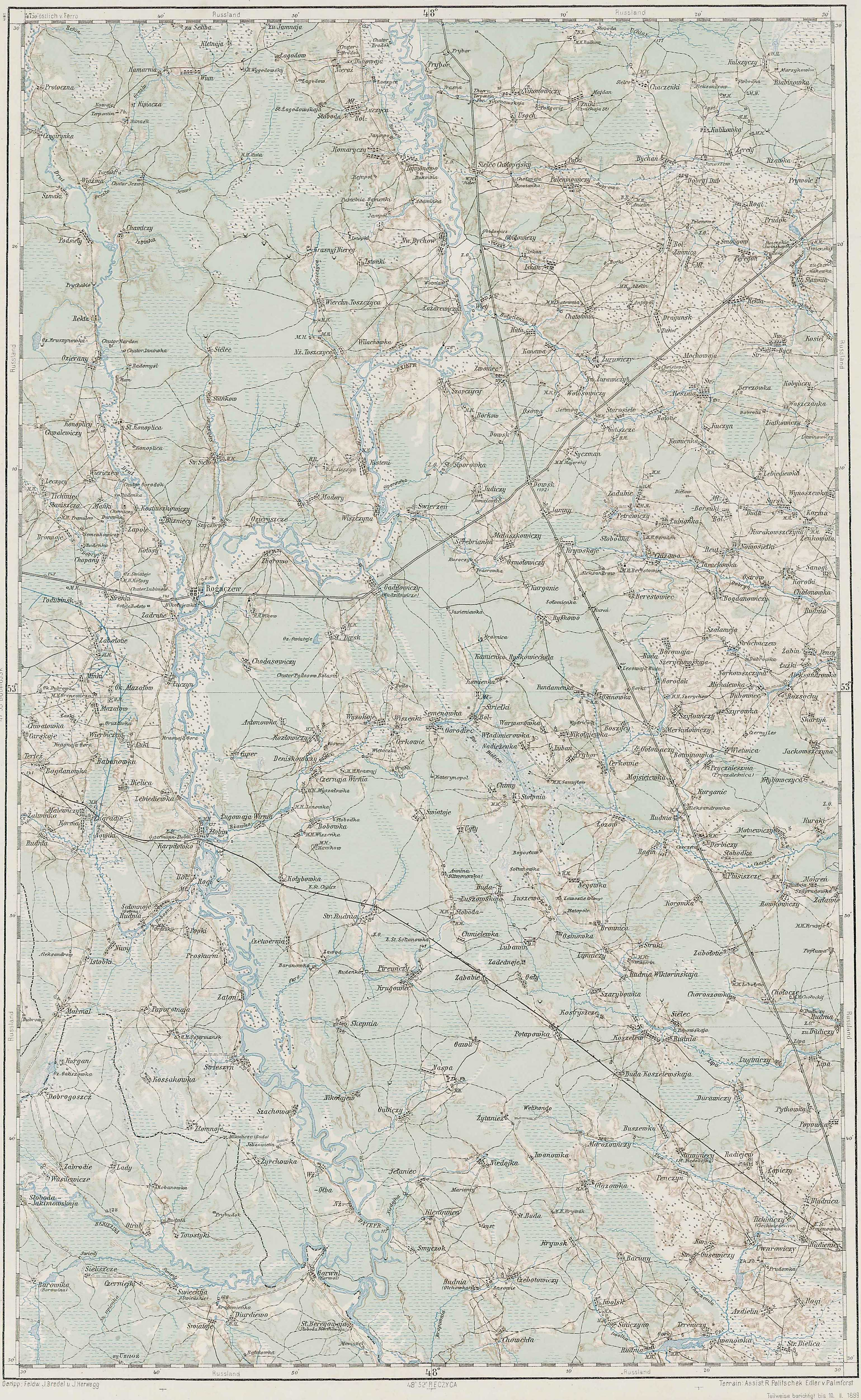
48° 53° Rogaczew am Dnepr, Drut und Mündung der Beresina
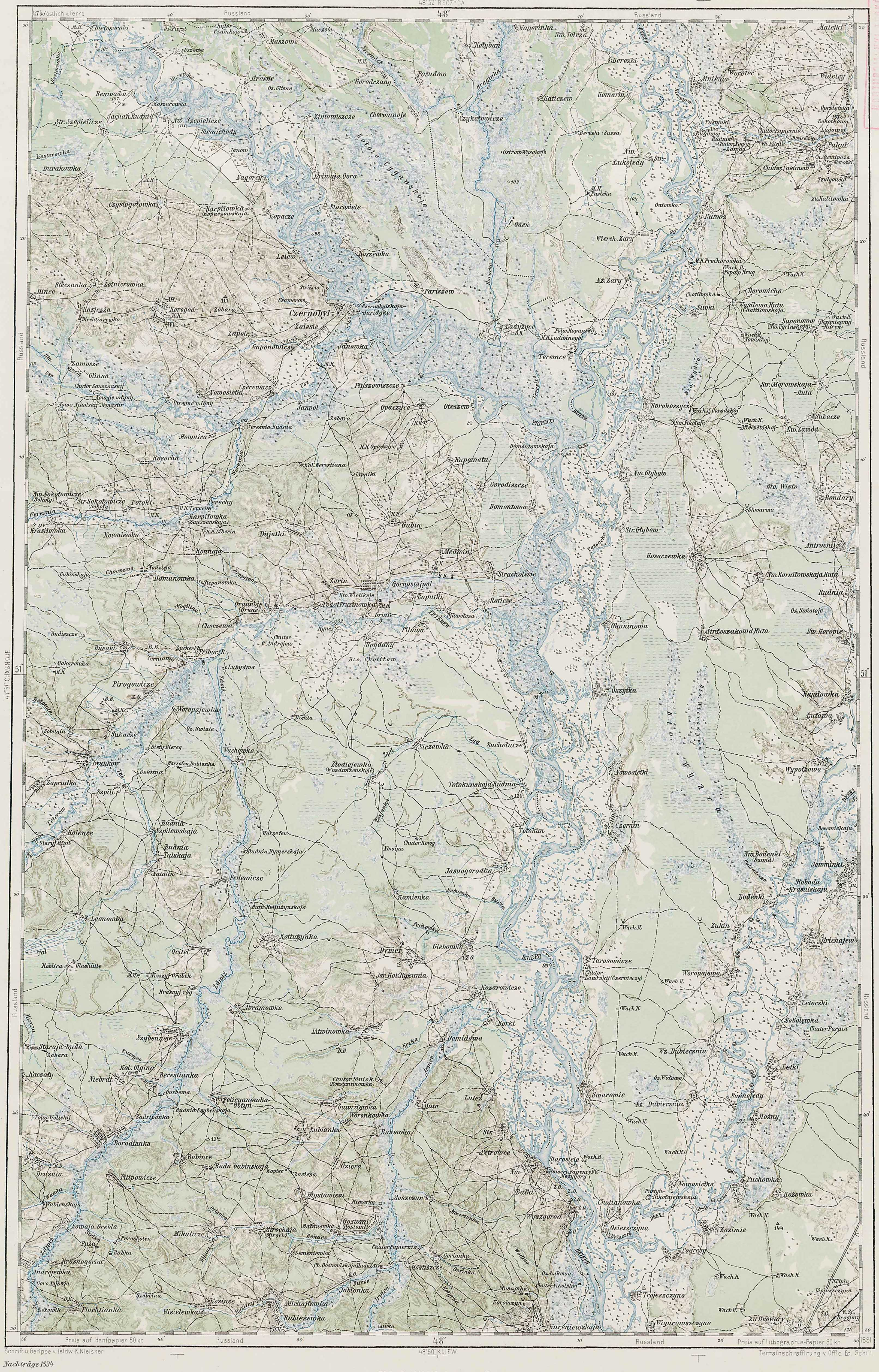
48° 51° Czernobyl
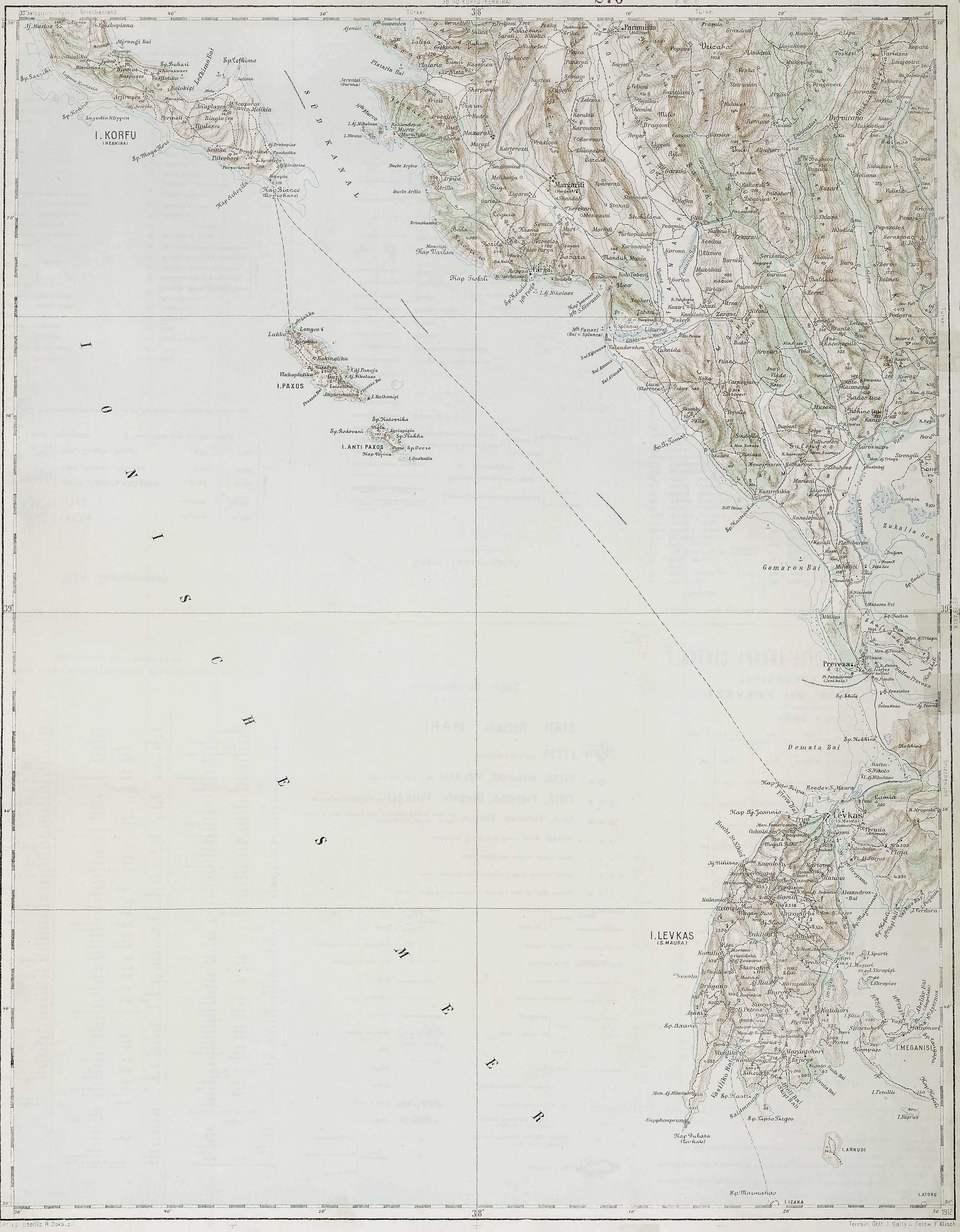
38° 39° Preveza, südliches Korfu
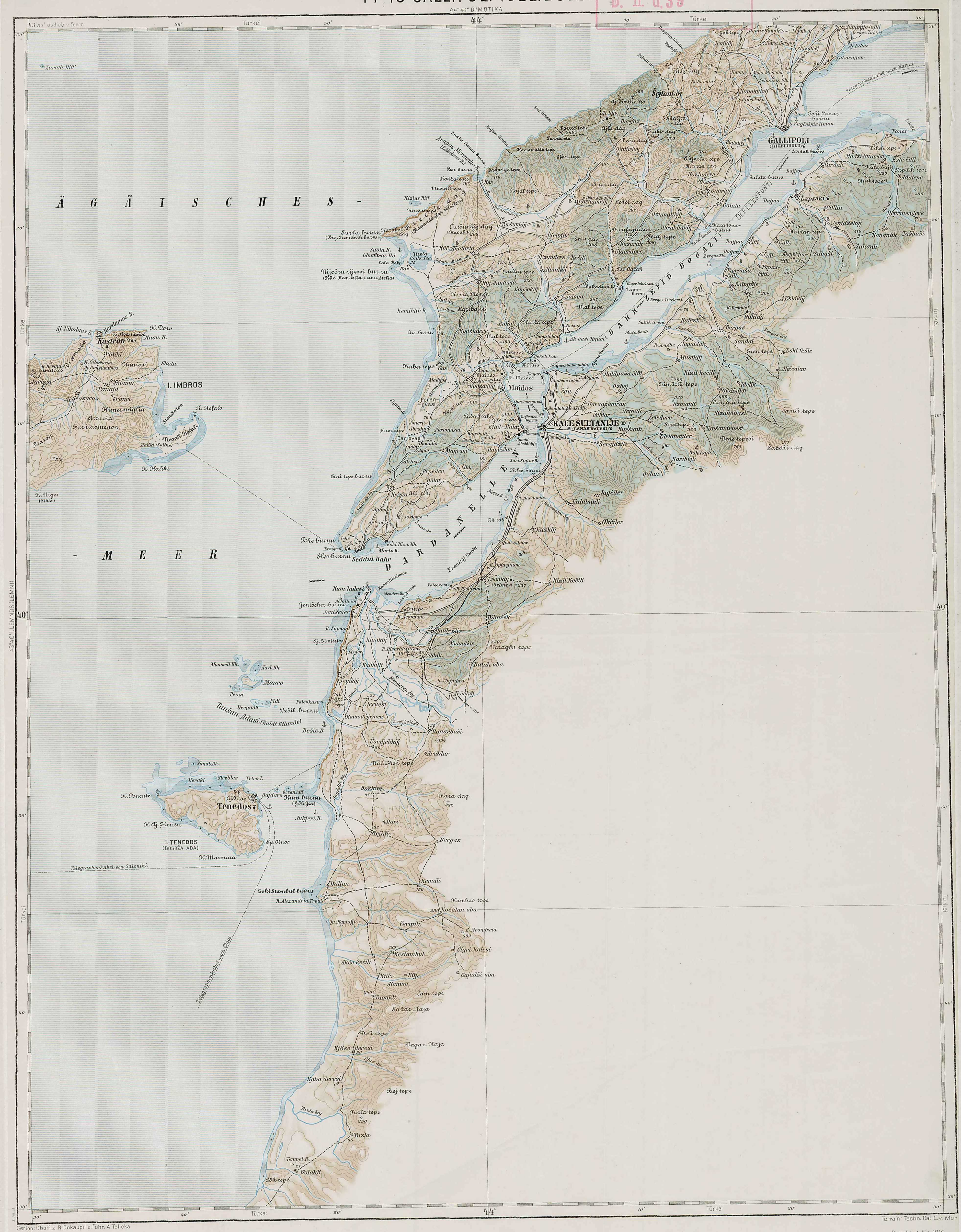
44° 40° Gallipoli, Dardanellen
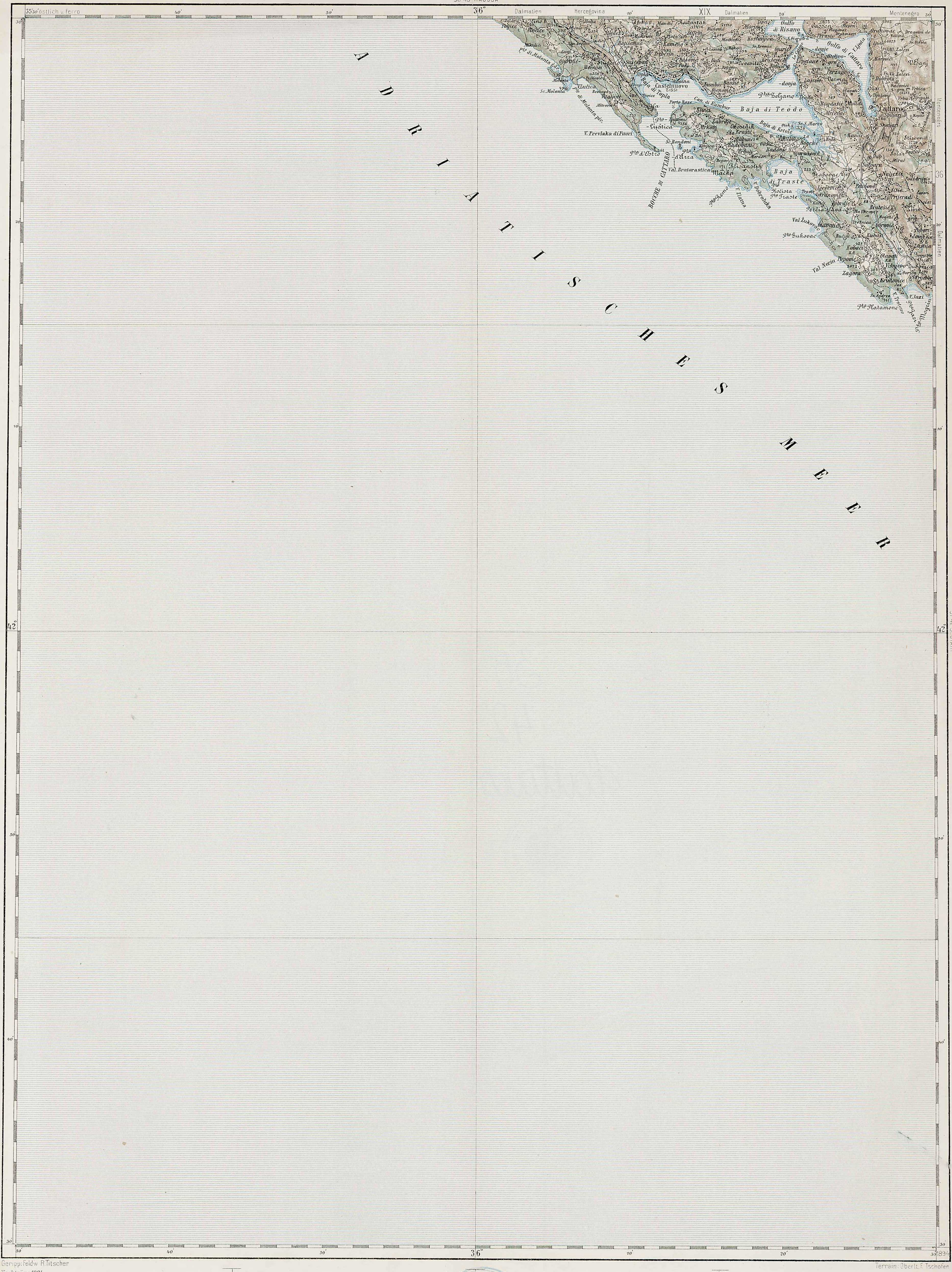
36° 42° Cattaro
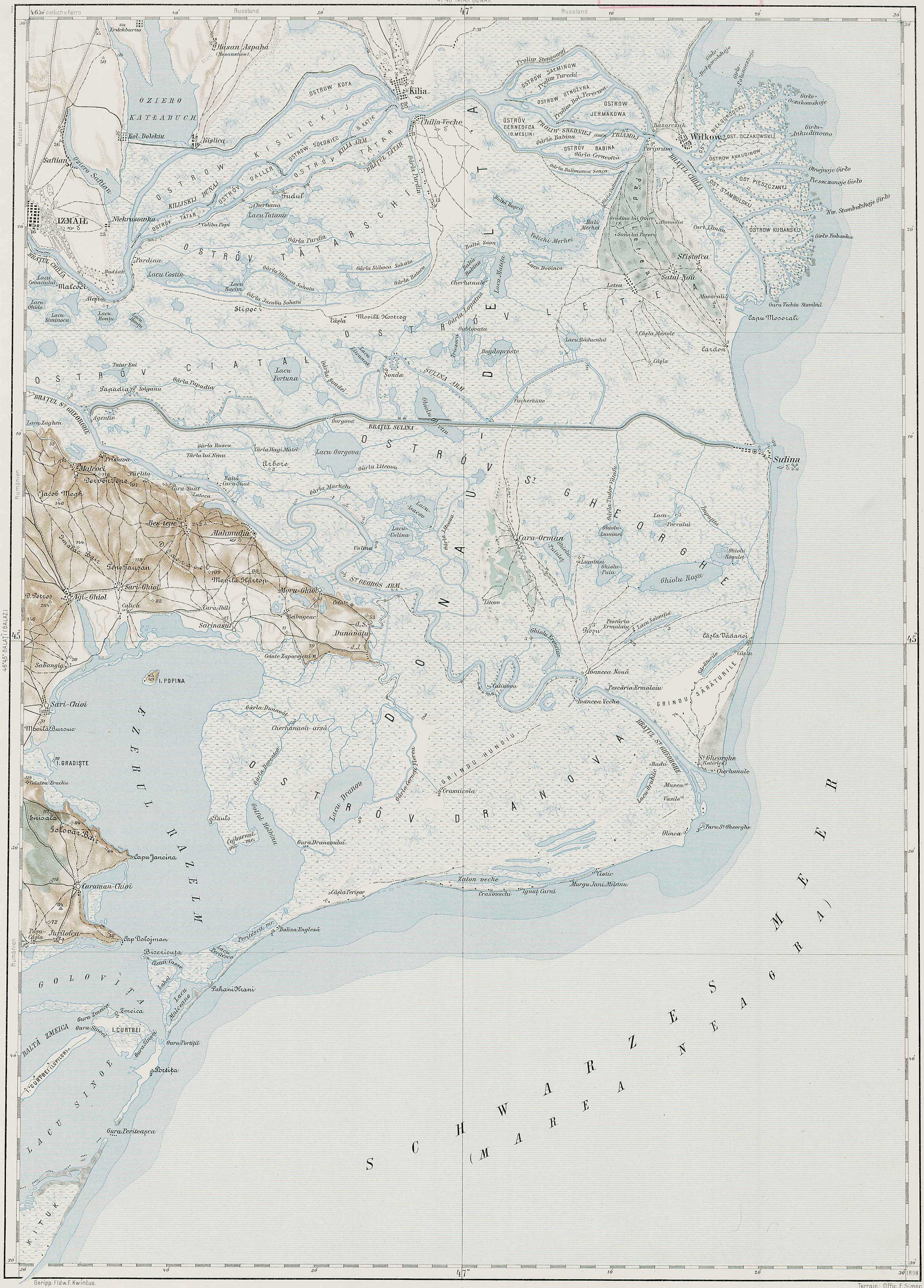
47° 45° Sulina, Donaudelta
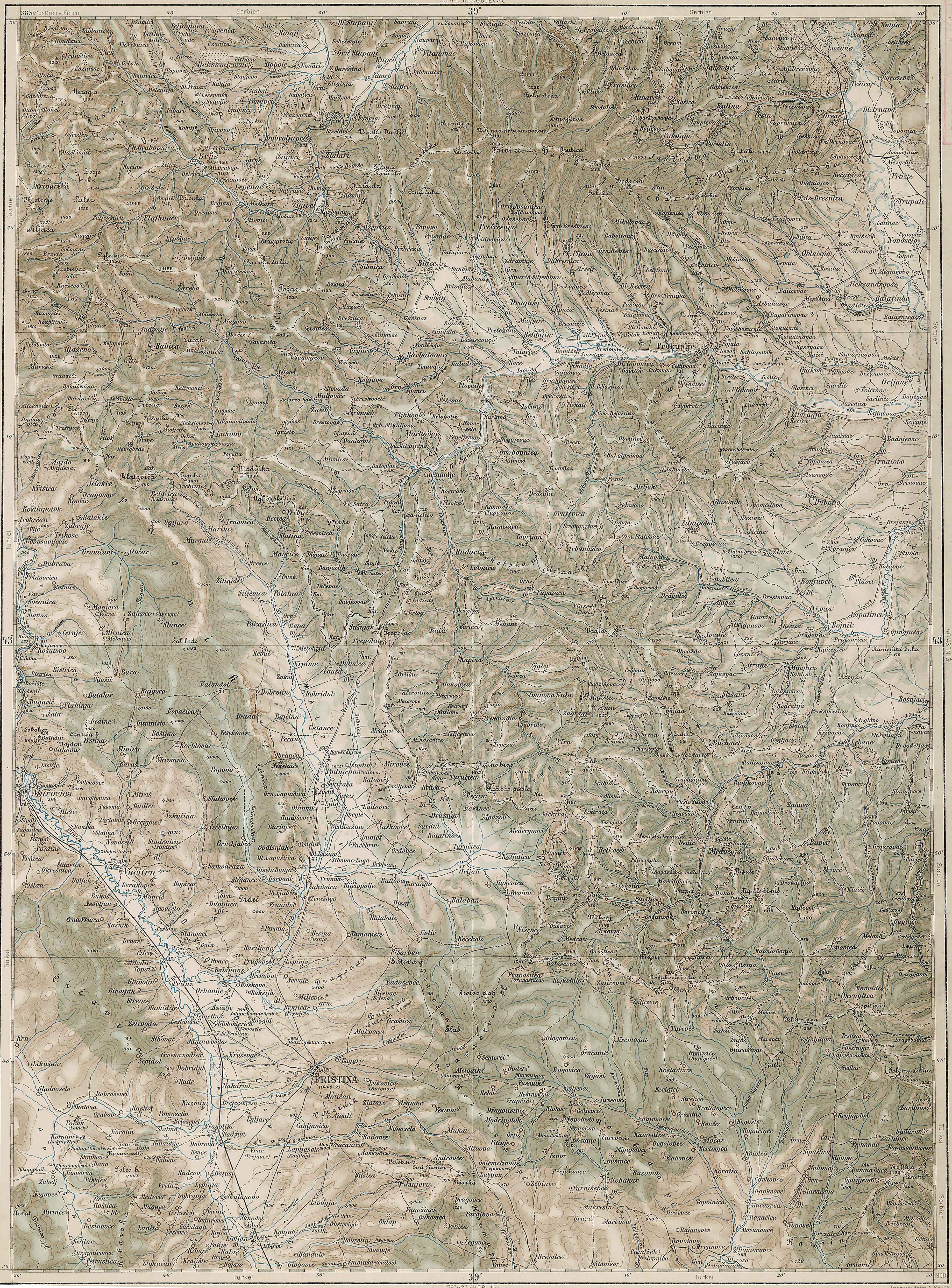
39° 43° Priština, am Amselfeld im Kosovo
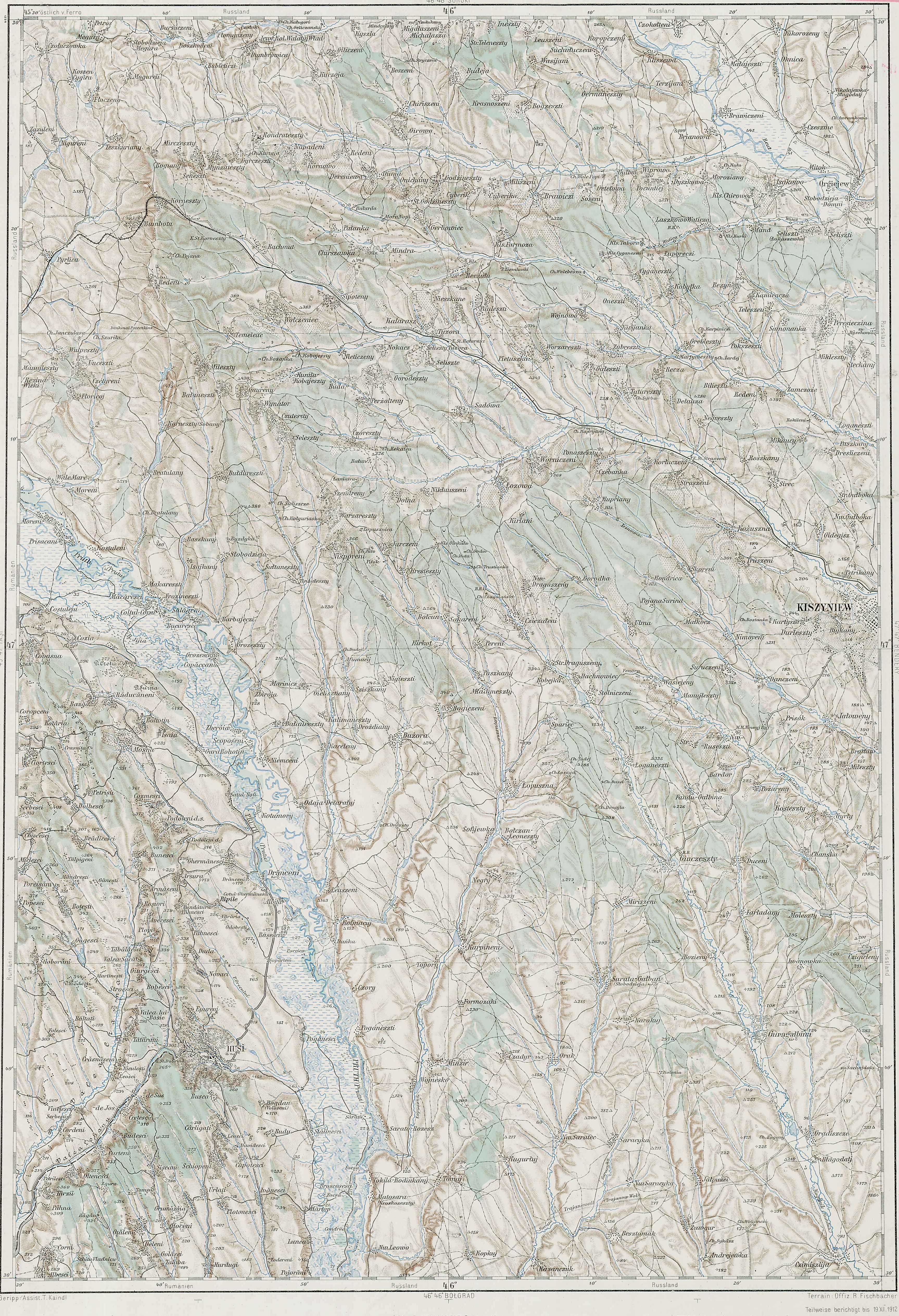
46° 47° Chișinău.

### Übersichtskarte von Mitteleuropa 1:750.000, Projektion Bonne
Diese Übersichtskarte ist eines jener Kartenwerke, das gleichzeitig mit der franzisco-josephinischen Landesaufnahme entstand, wobei deren Erfahrungen und die Ergebnisse der Arbeiten des Militärgeographischen Institutes außerhalb der Grenzen der Monarchie berücksichtigt wurden.
Durch die fotografische Vergrößerung eines Kartenwerks, das im Militärgeographischen Institut unter Joseph Ritter von Scheda erarbeitet worden war und das einen Maßstab von 1:576.000 aufwies, auf den Maßstab 1:300.000 entstand zunächst 1873 bis 1876 eine 207 Blätter umfassende „Provisorische Karte von Zentral-Europa“.
Auf deren Grundlage erschien 1882 bis 1886 die Übersichtskarte von Mitteleuropa in 1:750.000 mit 45, später 54 Blättern in der Projektion des Franzosen Rigobert Bonne (1727–1795).

### Übersichtskarte von Mitteleuropa 1:750.000, Projektion Albers
Dieses Kartenwerk entstand in den Jahren 1899 bis 1932 durch eine weitere Generalisierung (Vereinfachung) der Unterlagen der Landesaufnahme. Es ist in der Albers-Kegelprojektion gehalten, einer Kartenprojektion, die die Erdoberfläche auf einem Kegelmantel abbildet. Ein Blatt umfasst 12 Blätter der Generalkarte.
Die Übersichtskarte nach Albers wurde nicht fertiggestellt: Ausgegeben wurden Blätter von Ostösterreich, Norditalien und für Südosteuropa (Nordgriechenland bis Konstantinopel), die in unterschiedlichen Darstellungsweisen gedruckt waren: mit und ohne Schummerung, Höhenschichtlinien oder Schraffen.

## Originalquellen
Kartenblätter befinden sich in einer Reihe öffentlicher Archive, so in der Kartensammlung der Österreichischen Nationalbibliothek und dem Bundesamt für Eich- und Vermessungswesen. Die kartographischen Unterlagen der Landesaufnahme für Gebiete außerhalb des Staatsgebietes der Republik Österreich wurden in den Jahren nach 1918 an die Nachfolgestaaten der Monarchie übergeben. Für Tschechien sind diese Unterlagen im Internet zugänglich.